# Carrozzeria Touring
La Carrozzeria Touring, nota anche come Touring Superleggera, è una carrozzeria italiana specializzata nel disegno e nella progettazione di carrozzerie su commissione, che è stata attiva anche nell'assemblaggio di automobili complete, per conto di altre case automobilistiche. La carrozzeria fondata a Milano nel 1926 ha cessato le attività nel 1966.
È nota per aver ideato e brevettato nel 1936 il metodo Superleggera, per cui la carrozzeria è composta da pannelli di alluminio sostenuti da una leggera intelaiatura in acciaio saldata al telaio.

## La storia
A metà anni '20 del Novecento, in un periodo di grande crescita del mercato dell'auto, nascono molte carrozzerie indipendenti, soprattutto a Milano, Torino e dintorni. All'epoca infatti le case automobilistiche solitamente non producono vetture complete di carrozzeria bensì autotelai "nudi", ovvero telai completi, dotati di meccanica funzionante, ma privi di carrozzeria ed interni, che i clienti fanno realizzare dal proprio carrozziere di fiducia.

### I primi anni (1926-30)

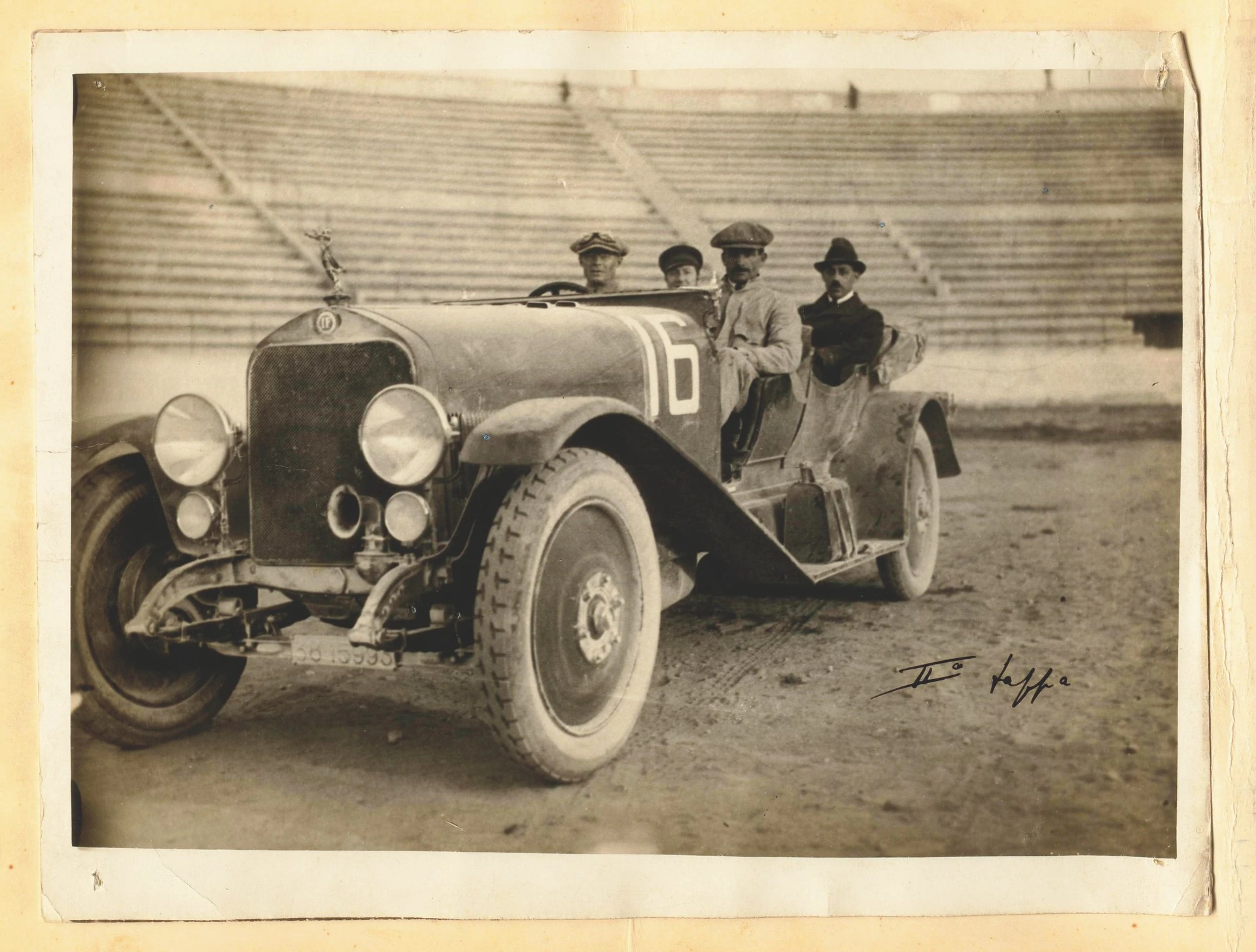
Felice Bianchi Anderloni, fondatore della Carrozzeria Touring al volante di una Isotta Fraschini Tipo 8 quattro baquets alla Coppa del Lazio 1921. Sulla destra Bindo Maserati, uno dei fratelli Maserati

Tra queste vi è la Carrozzeria Touring, che viene fondata a Milano il 25 marzo 1926 dagli avvocati Felice Bianchi Anderloni, direttore creativo ed ex collaudatore della Isotta Fraschini, e Gaetano Ponzoni, esperto di amministrazione, insieme a Vittorio Ascari, fratello maggiore del pilota dell'Alfa Romeo Antonio, che contribuisce con la Carrozzeria Falco e assume la direzione tecnica della Touring stessa. Ascari successivamente lascia la società per fondare la Carrozzeria Dux.
Il primo stabilimento della Touring (già Falco) si trova in Via Ludovico da Breme (periferia nord di Milano), non lontano da via Monterosa, sede della Isotta Fraschini, e dal Portello, allora sede dell'Alfa Romeo e della Citroën Italiana. Proprio su autotelai Alfa Romeo e Isotta Fraschini sono costruite le prime carrozzerie Touring, realizzate sfruttando il sistema brevettato Weymann, di cui viene acquistata la licenza per lo sfruttamento in Lombardia, dalla torinese Carrozzeria Alessio, titolare dei diritti per tutta l'Italia.
Questo sistema consente di sostituire le pesanti lamiere in ferro, inchiodate ad una rigida struttura in legno, tipico delle carrozzerie tradizionali, con del tessuto impermeabilizzato teso su un telaio in legno e montanti alleggeriti uniti tra loro da giunti di fissaggio flessibili con intercapedini imbottite di ovatta e crine. Ciò consente di avere una carrozzeria leggera e, al tempo stesso, molto silenziosa, poiché priva di scricchiolii.
Tutte le carrozzerie della Touring, anche quelle costruite in modo tradizionale, sono ideate da Felice Bianchi Anderloni, che desidera innovare anche e soprattutto nel disegno dei suoi prodotti, e perciò si avvale anche di figurinisti per tradurre su carta le proprie idee. Tuttavia, il processo è graduale e le prime carrozzerie non presentano rivoluzioni stilistiche totali, piuttosto delle evoluzioni discrete, con linee in generale più curve rispetto alla media. Le Touring si distinguono soprattutto per cura del dettaglio, per esempio nella scelta dei colori e dei nomi, indice di riconoscibilità e autentica novità, quando le vetture sono quasi sempre scure e identificate solo da sigle varie riferibili alla meccanica. Questa politica, unita alla gradevolezza della linea, fa sì che la Touring si affermi velocemente nei concorsi d'eleganza per carrozzerie, molto popolari in quel periodo, suscitando sia la curiosità del pubblico che quella degli altri carrozzieri, come con la Isotta Fraschini 8A Coupé Belvedere Weymann, prima al Concorso Internazionale d'Eleganza di Milano del 1927. Grazie a questa fama, nel 1929 la Touring venne incaricata di allestire due autotelai Citroën AC6 Lictoria Sex, nelle versioni torpedo e coupé-cabriolet, per la regina Elena, più un terzo come limousine de ville per il Papa Pio XI.

### Il designFlying Stare le Alfa Romeo (1930-35)

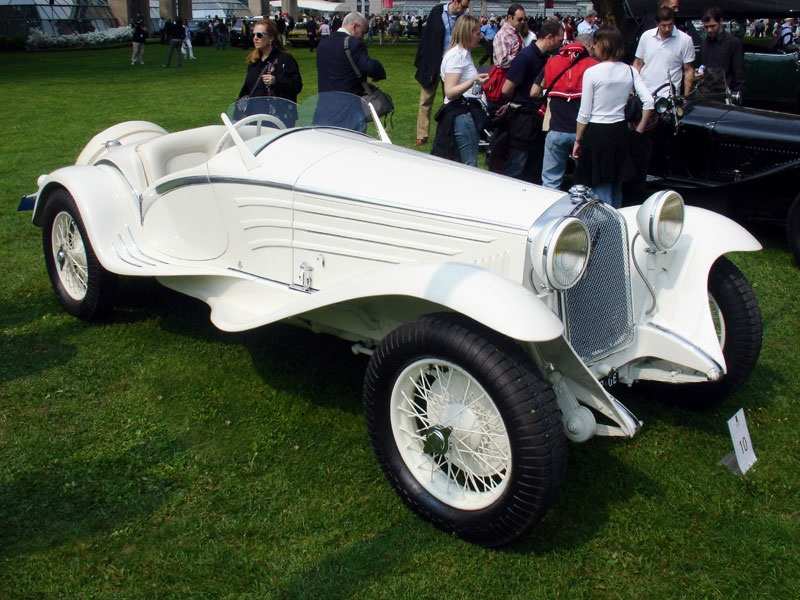
L'Alfa Romeo 6C 1750 GS "Flying Star" Touring.

Fin dall'inizio, per dimostrare la superiorità delle sue carrozzerie, la Touring decide di puntare oltre che su design e innovazione tecnica, con la licenza Weymann e vari brevetti relativi alla loro costruzione, anche sull'impegno sportivo, rafforzando la propria collaborazione con l'Alfa Romeo; soprattutto dopo che la Isotta Fraschini, a seguito della grande crisi del '29, decide di cessare la produzione delle sue lussuosissime 8 cilindri.
Sin dall'inizio della produzione vengono realizzate cabriolet e berline, sia tradizionali che Weymann, sulla base delle Alfa Romeo 6C 1500 con allestimento Normale e Turismo, in particolare una cabriolet Royal Weymann presentata al Salone di Parigi 1927 viene poi venduta a Benito Mussolini. Dato il successo riscontrato da questi modelli si consolida la collaborazione con la casa milanese, per la quale Touring realizza numerose carrozzerie, sia sulla base delle 6C che delle più grandi 8C, nei loro vari allestimenti, e viene considerata il reparto carrozzerie dell'Alfa Romeo finché la casa stessa non ne apre uno all'interno della fabbrica. Comunque il carrozziere milanese mantiene il compito di vestire i suoi autotelai più importanti, almeno fino all'inizio degli anni '60.
Oltre a vari, e più numerosi, modelli di berlina e torpedo, in Weymann e non, realizzate sugli allestimenti più tranquilli delle 6C 1750, Normale/Turismo e Sport/Gran Turismo, la carrozzeria Touring è nota per aver prodotto alcune delle più eleganti spider sul più sportivo allestimento Super Sport/Gran Sport e delle grandi sportive 8C 2300 a chassis Lungo e Corto.
Nel 1931 arriva la prima "concept car" vera e propria della carrozzeria milanese, l'Isotta Fraschini 8B Flying Star, realizzata per la signorina Alma Matteucci e presentata allo stand Touring del Salone di Milano, poi al Concorso d'Eleganza di Genova-Nervi di quell'anno, dove vince il 1º premio, ed infine al concorso d'eleganza Villa d'Este del 1931 dove vince la Targa d'Oro. La vettura è una grande spider due posti, più sedile della suocera, caratterizzata da una spessa striscia cromata sulla fiancata che parte dal radiatore, corre lungo tutta la vettura formando una "V" in corrispondenza delle portiere e scende sulla coda, da tre sfoghi orizzontali paralleli per l'aria calda sul cofano e da un parabrezza fortemente inclinato e sagomato; il tutto con telaio, carrozzeria, ruote a raggi e anche volante verniciati di bianco panna, quando quasi tutte le auto sono solitamente scure.
La linea Flying Star è un grande successo e dopo la prima versione su telaio Isotta Fraschini 8B viene adattata anche ad altri telai. Mantenendo la stessa impostazione di base sono state costruite un'Alfa Romeo 6C 1750 GS Spider Flying Star, presentata anch'essa al concorso d'eleganza Villa d'Este del 1931 dalla facoltosa cliente genovese Josette Pozzo dove vinse la Coppa d'Oro, un'altra Alfa Romeo 6C 1750 Spider Flying Star sul più lungo telaio GTC, per l'onorevole Francesco Giunta, e una Fiat 522C Spider Flying Star. Sulla carrozzeria di queste vetture vengono modificati i parafanghi e i predellini, infatti il parafango unico dell'Isotta Fraschini scompare a favore di un inedito sistema con parafanghi anteriori e posteriori "intrecciati", sovrapposti in corrispondenza della porta, eliminando il predellino vero e proprio.
Il successo della linea Flying Star è tale che influenza le vetture costruite in quel periodo, in particolare le Alfa Romeo 6C 1750 più sportive ne adottano alcuni stilemi, come i parafanghi intrecciati della 6C 1750 GTC Coupé Royal, battezzata Fugientem incurro diem  (Corro verso il giorno che fugge) e realizzata per il marchese Annibale Prosperini, o la linea delle 8C 2300 corto Spider e delle ultime 6C 1750 GS Spider VI serie.

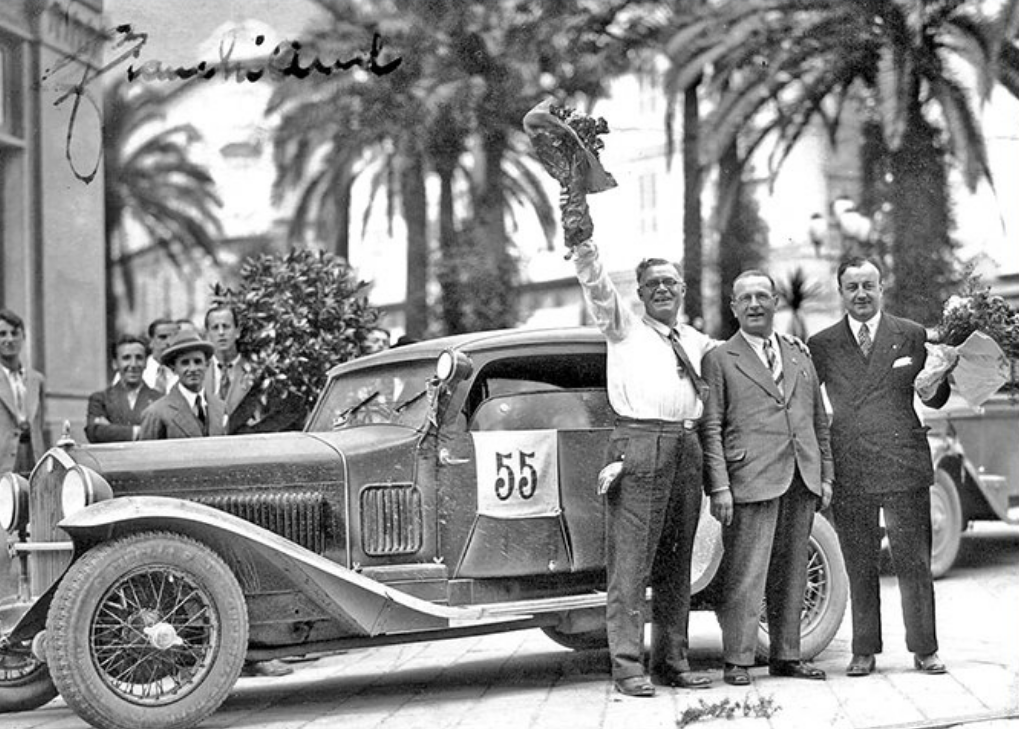
L'Alfa Romeo 6C 1750 GT berlinetta aerodinamica Weymann Touring dopo la vittoria alla 3ª Coppa Milano–Sanremo il 31 maggio 1931. In piedi, da sinistra, il pilota e direttore della Carrozzeria Touring Felice Bianchi Anderloni, Ettore Crepaldi (direttore del RACI di Milano) e Gaetano Ponzoni, vice-direttore della Touring.

La Touring introduce una novità nel concetto di auto sportiva costruendo per la prima volta vetture espressamente da corsa con carrozzerie chiuse, infatti fino ad allora l'aerodinamica e il peso penalizzano troppo la versione chiusa rispetto a quella aperta. Grazie al sistema Weymann, in cui ha accumulato notevole esperienza, la Touring realizza delle berlinette aerodinamiche leggere, resistenti e vincenti. Infatti una 6C 1750 GT con carrozzeria berlinetta aerodinamica in Weymann ottiene l'8º posto assoluto (1° di classe guide interne) alla Mille Miglia 1931 e la vittoria assoluta alla 3° Coppa Milano-Sanremo del 1931 mentre l'anno dopo una 6C 1750 GTC, con carrozzeria sempre in Weymann ma ridisegnata come Fugientem incurro diem, giunge 4º assoluta (1° di classe guide interne) alla Mille Miglia 1932 con Ferdinando Minoia e Renato Balestrero al volante.
Nel 1932 la carrozzeria Touring costruisce anche le Alfa Romeo 8C 2300 corto Spider schierate dalla squadra corse ufficiale dell'Alfa Romeo
alla Mille Miglia 1932 vinta da Mario Umberto "Baconin" Borzacchini e Amedeo Bignami, che sono caratterizzate da una modanatura laterale curva, un parabrezza molto inclinato e regolabile in altezza e una carenatura "a conchiglia" sulle ruote di scorta alloggiate nella parte posteriore. Nello stesso anno sono "vestite" anche alcune delle Alfa Romeo 8C 2300 lungo Spider Le Mans che alcuni piloti semi-ufficiali schierano alla 24 Ore di Le Mans 1932, la seconda di quattro vittorie dalle Alfa Romeo 8C 2300 alla maratona francese. Queste spider sono realizzate sul telaio a passo lungo perché il regolamento della 24 Ore di Le Mans prevedeva espressamente una carrozzeria con quattro posti, anziché dei soli due come sugli esemplari della Mille Miglia. Le 8C 2300 sono la base anche di vetture dedicate ai concorsi d'eleganza e per clienti di riguardo, in particolare la 8C 2300 corto Coupé-Spyder vincitrice della Coppa d'Oro e del Gran premio d'Eccellenza al Concorso d'Eleganza Villa d'Este 1932 e la 8C 2300 lungo Cabriolet 4 posti per il Duca di Bergamo.
Negli anni seguenti la Touring realizza ancora berline, coupé e cabriolet sulla base della nuova 6C 1750 Gran Turismo Compressore, dove comincia a modificare il sistema Weymann sperimentando la carrozzeria "semirigida", dotata di fiancate in metallo e tetto in Weymann, e della 6C 1900 GT, come la cabriolet del 1933 per il conte Giovanni Lurani. Anche sul fronte del design la Touring va oltre le Flying Star e quando l'Alfa Romeo lancia la nuova 6C 2300 comincia a sperimentare soluzioni aerodinamiche empiriche, montando nuovi parafanghi più curvi ed avvolgenti, calandre e parabrezza più inclinati, padiglioni più curvi e portabagagli meglio integrati nella scocca; come sulla 6C 2300 GT berlinetta Freccia di Belzebù destinata a Roberto Farinacci.
In questo periodo vengono realizzate anche quattro esemplari di berlina aerodinamica sul telaio a passo lungo dell'Alfa Romeo 6C 2300 Turismo da 68 CV, battezzati con lo speciale appellativo Soffio di Satana, creato dallo stesso Felice Bianchi Anderloni. La carrozzeria semirigida, in alluminio con padiglione in Weymann, è una quattro porte priva del montante centrale, con alloggiamento della ruota di scorta carenato, paraurti anteriore diviso in due "a profilo alare" e posteriore "a nastro". Gli interni sono dotati di rifiniture lussuose, come sedili e pannelli porta in pelle con inserti in radica di noce, luci di cortesia con cornici in argento e anche una tendina d'oscuramento del lunotto dotata di comando a distanza, posto alla destra del volante. Il soprano Gina Cigna e il poeta Gabriele D'Annunzio ne acquistano un esemplare ciascuno, quello del Poeta è (attualmente) di colore amaranto, con dettagli ocra e interni in pelle color crema.
Nel 1934 sono costruite anche vetture su autotelai di altre marchi come Lancia, ad esempio quello di un'Augusta berlinetta aerodinamica e una Cabriolet, dotata di uno speciale meccanismo brevettato, detto automatico, con cilindri idraulici per azionare la capote, o Artena, oppure Fiat, con le 508 Balilla cabriolet Ametista e Smeraldo, o Isotta Fraschini 8B Tip Top, una coupé con portiere anteriori tradizionali e mezze porte posteriori controvento priva del montante centrale, disegno poi ripreso anche su un'Alfa Romeo 6C 2300 GT berlina, dotata però di portiere tradizionali ad armadio.
Per conquistare la Coppa Abruzzo alla 24 Ore di Pescara 1934, corsa tra il 12 e il 13 agosto 1934, la Touring torna nel campo delle competizioni realizzando tre berlinette aerodinamiche semirigide identiche basate sulle 6C 2300 GT, delle faux-cabriolet con padiglione in pegamoide e parafanghi "a goccia". Le tre berlinette battezzate Aternum (dal nome del fiume Aterno che scorre nei pressi di Pescara) schierate dalla Scuderia Ferrari ottengono il 1º , 2º e 3º posto, rispettivamente con Franco Cortese e Francesco Severi, Mario Tadini e Nando Barbieri e Archimede Rosa e Gianfranco Comotti. In memoria di quella vittoria l'anno successivo le nuove 6C 2300 GT potenziate sono ribattezzate Pescara.

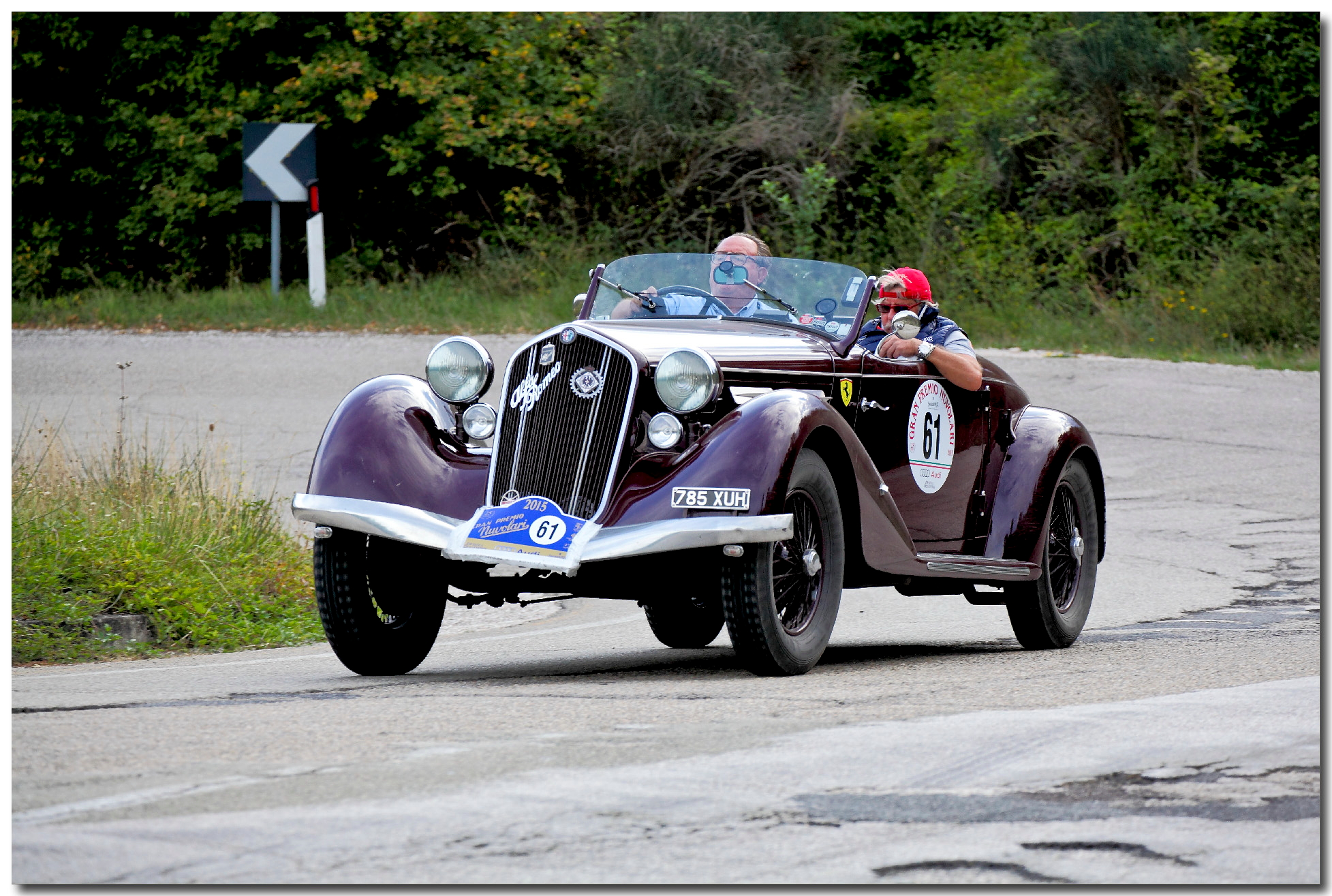
L'Alfa Romeo 6C 2300 Pescara Spider Touring 1935 che fu di Mussolini al Gran Premio Nuvolari 2015 con Carlini - Martegani, si noti il paraurti "a profilo alare"

Proprio su alcune 6C 2300 Pescara la Touring realizza una nuova serie di carrozzerie simili fra loro che prevede una coupé 2 posti secchi, una berlinetta aerodinamica 2 più 2 posti e una spider. Una spider color amaranto viene venduta a Benito Mussolini, che richiede delle speciali modifiche direttamente alla carrozzeria Touring, che comporta lo spostamento della ruota di scorta all'esterno della carrozzeria, aggiunge un sedile posteriore della suocera e rifodera l'interno in pelle nera. L'auto viene usata dal Duce come auto personale e per gli incontri istituzionali dal 1936 al 1939 e, convertita all'alimentazione ad alcool, viene pilotata dal suo autista personale Ercole Boratto in coppia con Guido Mancinelli al 13ºposto assoluto alla Mille Miglia 1936.
Nel 1935, dopo un solo anno, viene lanciata la seconda serie dell'Alfa Romeo 6C 2300, la 6C 2300 B, che riutilizza il motore della 6C 2300 ma su un telaio rinnovato con sospensioni a quattro ruote indipendenti e comando idraulico per i freni a tamburo. Anche la nuova 6C 2300 B Pescara viene vestita da Touring, debuttando con due berlinette aerodinamiche in alluminio alla Mille Miglia del 1935 finendo all'8º e al 10º posto assoluto. Altre tre berlinette Touring conquistano la 24 Ore di Pescara, corsa tra l'11 e il 12 agosto 1935, finendo al 1º, 2º e 4º posto con gli equipaggi composti da Franco Cortese e Francesco Severi, Archimede Rosa e Gianfranco Comotti e Mario Tadini e dal principe Nicola di Romania. Queste tre vetture precorrono i tempi, essendo costruite con una tecnica simile a quella che verrà brevettata poco dopo col nome di Superleggera.

### La struttura Superleggera (1936-45)

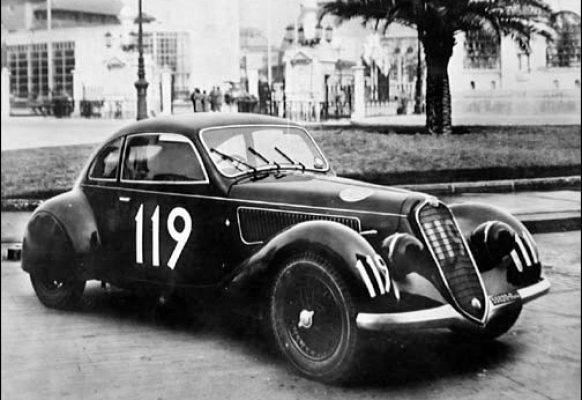
Questa Alfa Romeo 6C 2300 B MM Berlinetta Superleggera Touring arrivò 4° alla Mille Miglia il 4 aprile 1937 con Ercole Boratto e Battista Guidotti. Fu la prima vettura Superleggera ad essere prodotta

A metà anni '30 la Touring cerca nuove soluzioni per realizzare carrozzerie dalle forme nuove, più belle, aerodinamiche e funzionali, sempre considerando il peso e la resistenza aerodinamica come due nemici da battere. Per migliorare le carrozzerie dando loro forme più complesse e al tempo stesso alleggerendole Felice Bianchi Anderloni decide di abbandonare la struttura portante in legno e superare definitivamente il sistema Weymann. Le strutture in legno infatti sono relativamente pesanti e poco rigide e il sistema Weymann, oltre ad essere fragile in caso di incidente soprattutto contro degli ostacoli taglienti, è molto sensibile agli agenti atmosferici, poiché col tempo la pegamoide si secca e raggrinzisce fino anche a rompersi.
Il risultato di questa ricerca è il metodo Superleggera, ispirato alle costruzioni aeronautiche e brevettato nel 1936, frutto di anni di studio ed esperienza come carrozziere, ma anche negli sviluppi tecnologici nella metallurgia delle leghe leggere.
La nuova tecnica prevede che la scocca sia costruita esclusivamente in metallo, con una struttura in acciaio che sostiene dei pannelli esterni in alluminio, metallo dichiarato "fascista" dalla politica autarchica instaurata dal Regime dopo la campagna d'Etiopia. Più precisamente la struttura è composta da un'intelaiatura in sottili ma resistenti tubi d'acciaio, saldati al telaio portante, sulla quale vengono applicati, tramite delle interposizioni di feltro per evitare vibrazioni e corrosione galvanica, i pannelli in alluminio che danno forma alla carrozzeria vera e propria, con spessore variabile in relazione agli sforzi da sopportare. In questo modo inoltre telaio e carrozzeria sono un tutt'uno, anticipando di parecchi anni l'avvento della scocca portante.

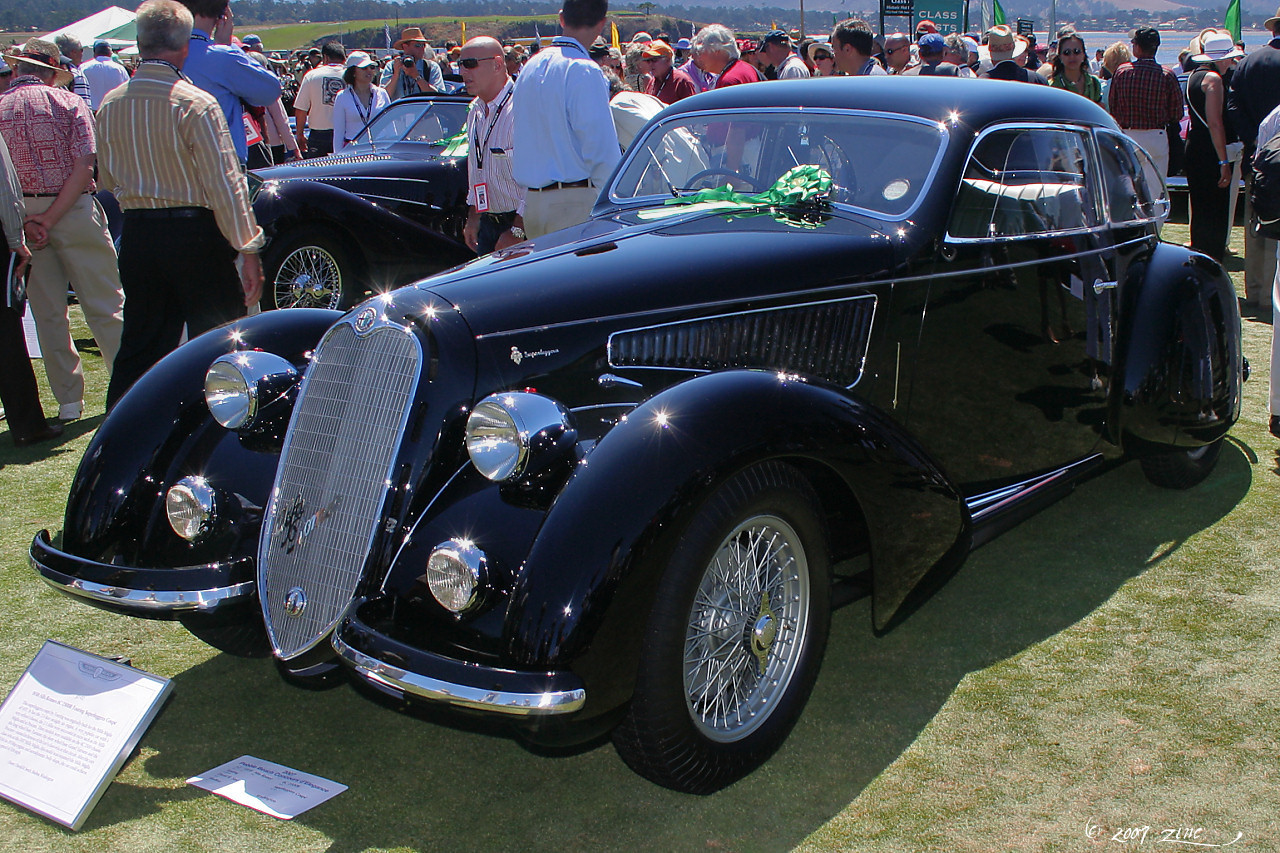
Una delle 6C 2300 B MM berlinetta Touring del 1938 con carrozzeria Superleggera derivata da quella della Mille Miglia 1937

La prima vettura costruita con la tecnica Superleggera, un'Alfa Romeo 6C 2300 B MM berlinetta con motore potenziato a 105 CV, prese il via alla Mille Miglia 1937 per testare la validità della nuova tecnologia costruttiva. La prima vettura Superleggera è un'auto da corsa vera e propria con una linea sportiva e al tempo stesso elegante, che avvolge alla perfezione la meccanica Alfa Romeo, e, come le successive Superleggere, è dotata inoltre di cristalli in plexiglas e ornamenti in alluminio cromato. L'auto, nominata Berlinetta Anno XV per celebrare il 15º anniversario della Marcia su Roma, viene iscritta ufficialmente dall'Alfa Romeo per l'equipaggio composto dall'autista del Duce Ercole Boratto e dal collaudatore della casa Gianbattista Guidotti che ottengono un ottimo 4º posto assoluto, dietro ad auto molto più potenti.
La carrozzeria Superleggera arriva al traguardo tutta intera ottenendo un successo così eclatante che da lì in poi l'autotelaio 6C 2300 B più potente cambia nome da Pescara a Mille Miglia e la Touring mette in produzione una carrozzeria berlinetta simile a quella che ha ottenuto la vittoria alla corsa bresciana, anche se modificata per essere più confortevole. Queste berlinette Superleggere basate sulle Alfa Romeo 6 cilindri vengono via via evolute nel design fino alla fine degli anni '40, toccando l'apice con la Villa d'Este, e addirittura, sull'autotelaio 6C 2300 B Lungo, se ne costruisce anche la versione 4 porte senza montante centrale per Edda Ciano-Mussolini.

Da lì in poi il carrozziere milanese utilizza il metodo brevettato Superleggera per “vestire” i suoi esemplari, disegnando le nuove vetture secondo il motto: “Il peso è il nemico, la resistenza all’aria l’ostacolo” e su tutti i modelli realizzati con questo sistema viene applicata, di solito sul bordo del cofano, la scritta metallica Superleggera, in un corsivo che replica la grafia di Felice Bianchi Anderloni. In questo stesso periodo vengono brevettati anche una serie di dispositivi ausiliari per le carrozzerie, come serrature, maniglie, tetti apribili, sedili, fanali a scomparsa, paraurti ad assorbimento d'urto e cristalli in plexiglas, tutti finalizzati a ridurre il peso e facilitare l'utilizzo dei nuovi modelli. All'interno dell'atelier viene costruita anche una rudimentale galleria del vento per migliorare la profilatura delle nuove carrozzerie, con modelli in scala 1:5 o 1:10 fatti in legno e gesso. Infatti il design Touring dipende strettamente dalla funzionalità e, nonostante la ricerca aerodinamica rimanesse empirica, i nuovi modelli sono testati anche nelle gallerie del vento della Breda e del Politecnico di Milano.

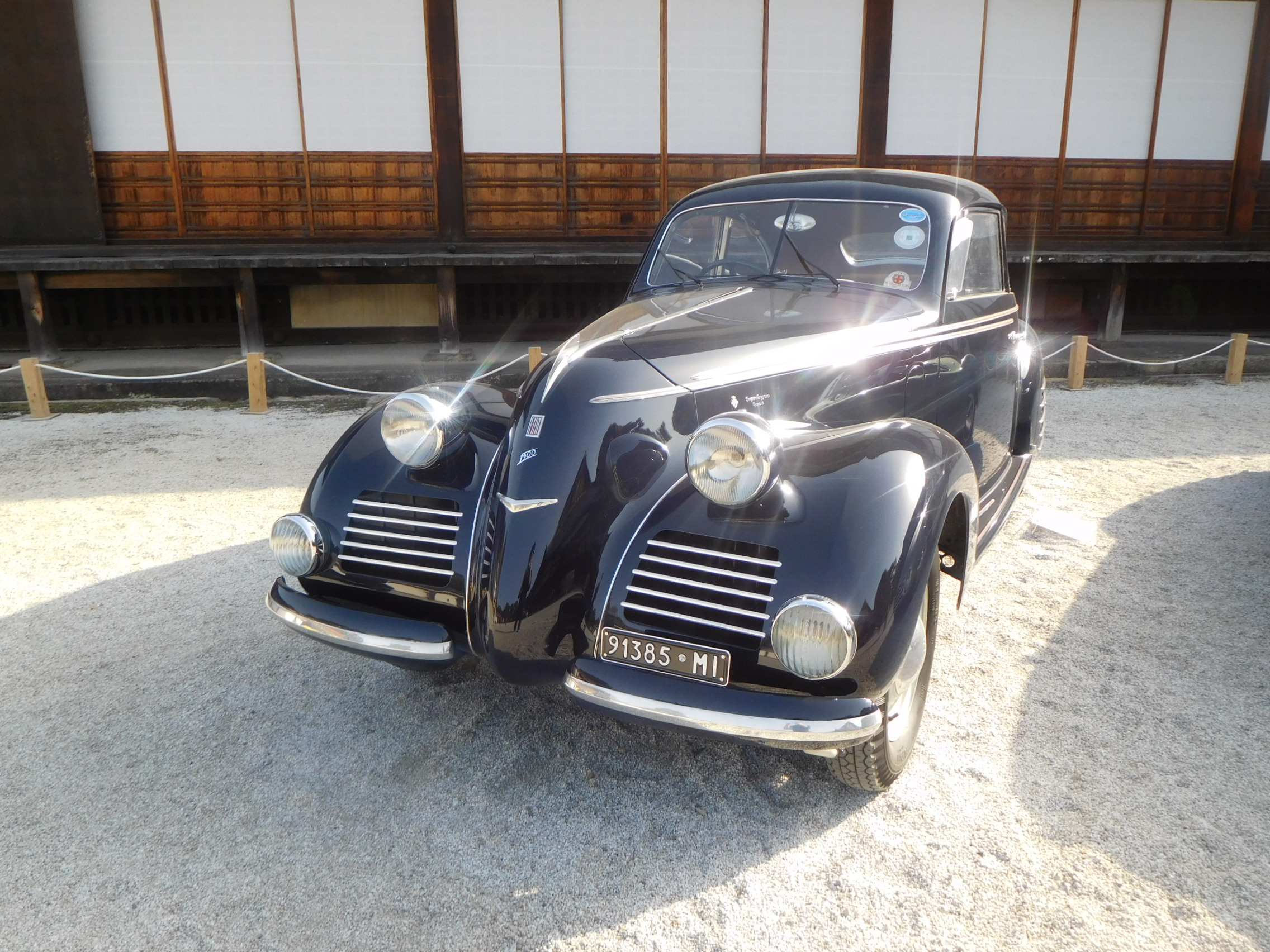
Una Fiat 1500 berlinetta Superleggera del 1939 al Castello Nijō per il Concorso d'Eleganza di Kyoto 2018, si noti il frontale "a prua"

Sono costruite delle berlinette Superleggere anche su autotelai Fiat 1500 e Fiat 2800 dotate di un inedito frontale "a prua", poi applicato anche a qualche Alfa Romeo, in cui la griglia del radiatore classica è sostituita da un prolungamento metallico del cofano, talvolta con feritoie verticali, e da due prese d'aria del radiatore divise e spostate più in basso, vicino ai parafanghi. Sono usati anche alcuni autotelai Lancia Aprilia per realizzare delle berlinette e delle trasformabili con carrozzeria aerodinamica e frontale "a spartivento", in cui la griglia piatta è sostituita da una tridimensionale.
Al Salone di Milano 1937 viene presentata al pubblico la nuova Alfa Romeo 8C 2900 B corto berlinetta Touring, la migliore auto del mondo perché dotata della meccanica adattata della 8C 2900 A, due volte vincitrice della Mille Miglia, e della carrozzeria Superleggera, la più avanzata in assoluto in termini aerodinamici e di leggerezza. Secondo la Gazzetta dello Sport è la vettura più bella anche del Salone dell'Automobile di Parigi del 1937. Dopo la berlinetta viene presentata la versione Spider 2 posti, simile alla versione chiusa ma priva del tetto, coperta all'occorrenza da una capote smontabile. Vengono realizzate una trentina di 8C 2900 B, con telaio corto o lungo, sia berlinette che spider, tutte leggermente diverse tra loro perché personalizzate dai clienti ma accomunate dall'essere un'esclusiva gran turismo lussuosa ed elegante, costruita interamente a mano.

Le berlinette e le spider montano un motore 8 cilindri in linea sovralimentato da 180 CV a 5200 giri/minuto, frizione multidisco, cambio a 4 marce, sospensioni a 4 ruote indipendenti, freni idraulici e sterzo a vite e rullo sia su chassis “Corto” che “Lungo”, ma sulla versione “Lungo” il peso aumenta da 1050 kg a 1150 kg facendo scendere la velocità massima da 185 a 180 km/h. Entrambe le carrozzerie progettate e costruite dalla Touring sono bellissime, dalla linea sinuosa ed elegante modellata secondo le ultime soluzioni aerodinamiche. Un abitacolo raccolto e una coda spiovente controbilanciano il lungo cofano e la grande calandra inclinata che sottolineano la potenza sprigionata dal motore 8 cilindri. Le cromature sono relativamente poche e, ben distribuite, fanno risaltare la linea di cintura. Le ruote a raggi possono essere carenate con dei lisci “copponi” e quelle posteriori addirittura inglobate nella carrozzeria con degli “spats”, simili a quelli della successiva Jaguar XK120, ma addirittura aperti. I parafanghi posteriori sono quasi inglobati nel corpo vettura mentre quelli anteriori sono allungati, "a goccia", e sostengono fanali e clacson.
La carrozzeria Touring costruisce anche due versioni da corsa della 8C 2900B, totalmente diverse fra loro anche se entrambe realizzate nel 1938 per l'Alfa Corse gestita da Enzo Ferrari.
La prima è la Mille Miglia Spider Superleggera prodotta in quattro esemplari con motore da 225 CV a 5200 giri/min per correre la Mille Miglia 1938 con gli equipaggi Pintacuda - Mambelli, Siena - Villoresi, Farina - Meazza e Biondetti - Stefani. L'esemplare con motore potenziato fino a 295 CV a 5500 giri/minuto derivato dalla Tipo 308 di Clemente Biondetti e Aldo Stefani, anche grazie al meteo ottimale, vince la gara e riesce a stabilire la velocità media record di 135,37 km/h, che resisterà fino all'edizione 1955. Purtroppo quell'edizione fu segnata anche da un tragico incidente a Bologna che causa 10 morti, di cui sette bambini, e l’annullamento della gara l’anno successivo.
La seconda è la Berlinetta Speciale Superleggera realizzata per la 24 Ore di Le Mans di quell’anno con motore 8 cilindri in linea potenziato a 220 CV a 5500 giri/minuto. Sebbene inizialmente si fosse pensato di costruire un'altra versione spider alla fine si decide di realizzare una versione chiusa perché più aerodinamica rispetto alla spider, ed è una delle prime volte in assoluto che ciò accade. Alla maratona francese la vettura viene affidata a Raymond Sommer e a Clemente Biondetti per puntare alla vittoria ma dopo aver accumulato 11 giri di vantaggio sul primo inseguitore alla 16ª ora di gara sono costretti al ritiro per un banale guasto meccanico; mai realmente chiarito.

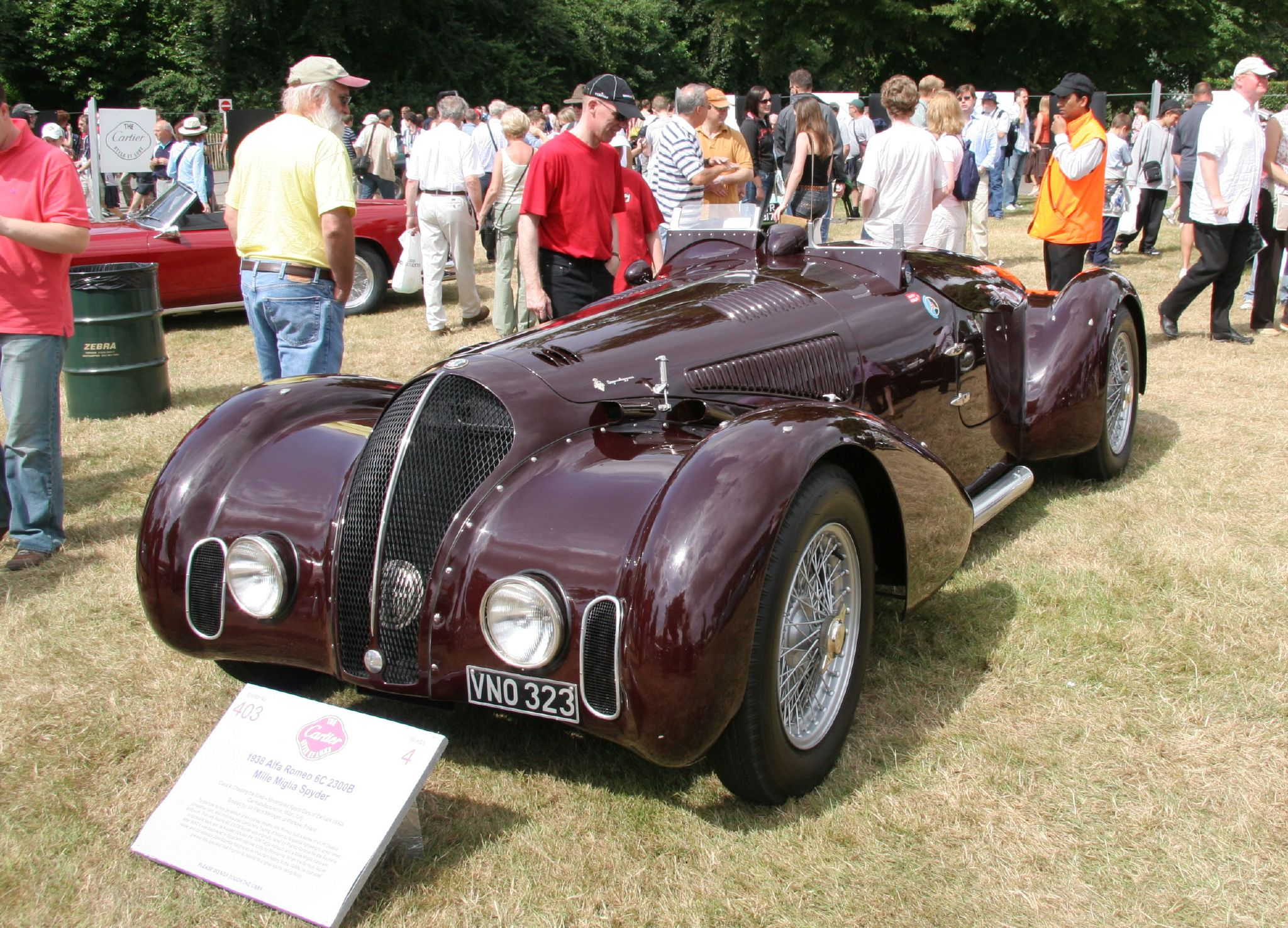
L'Alfa Romeo 6C 2300 B Mille Miglia Spyder Touring del 1938 di Franco Cortese

La Touring realizza anche un'Alfa Romeo da corsa sul telaio della 6C 2300B 2ª serie MM secondo il regolamento Sport Nazionale per il valido pilota Franco Cortese. Su questa spider, con Arturo Fumagalli, si classifica 9º assoluta e prima di classe alla Mille Miglia 1938 e grazie a quella e ad altre 7 vittorie su 8 gare, tra cui la Targa Abruzzo, vince il campionato italiano categoria "Sport Nazionale". Da quest'auto poi derivano le future 6C 2500 SS (o Tipo 256) Spider Corsa costruite negli anni successivi.
Nel 1938 sono realizzate altre due vetture secondo il regolamento Sport Nazionale, una Fiat 508C 1100 spider, con frontale "a prua", e una Lancia Aprilia tipo 239 spider, soprannominata "Ala Spessa" perché i parafanghi sono integrati nella carrozzeria, anticipando lo stile Ponton, oggi comune a tutte le auto contemporanee. Nello stesso anno Touring costruisce anche una grande coupé sul telaio di una Lancia Astura, dove finora il carrozziere ha costruito solo grandi berline di rappresentanza. La Lancia Astura IV serie Coupé Flying Star è costruita espressamente per il Concorso d'Eleganza Villa d'Este, con uno stile che si riallaccia a quello delle Flying Star di qualche anno prima, con la striscia cromata laterale e le feritoie orizzontali sul cofano.

### Durante la guerra (1939-1947)

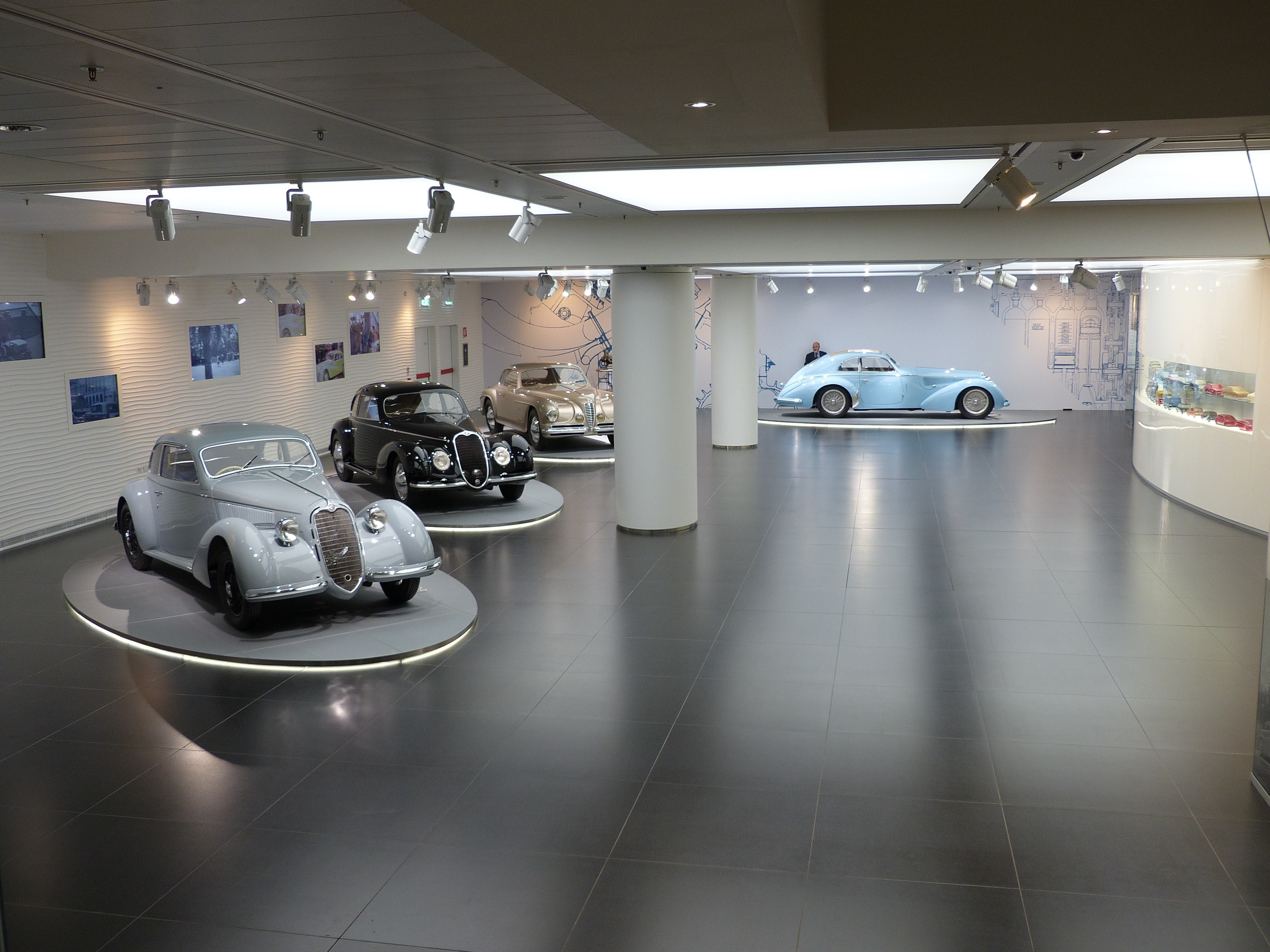
Più di dieci anni di evoluzione dello stile berlinetta Touring su quattro Alfa Romeo del Museo Storico. Da sinistra una 6C 2300 B MM (1937), una 6C 2500 Sport (1939) e infine una 6C 2500 SS Villa d'Este (1949). Sullo sfondo la più grande 8C 2900 B Lungo del 1938

Nel 1939 l'Alfa Romeo lancia la nuova 6C 2500, erede della 6C 2300B, con le più prestigiose Sport e Super Sport da 95 e 105 CV inserite a listino con le carrozzerie Superleggere berlinetta o cabriolet prodotte dalla Touring, anche se ufficialmente sono vendute solo come autotelaio.

La berlinetta disegnata dalla Carrozzeria Touring unisce eleganza e sportività, con una linea semplice e filante nonostante sia realizzata basandosi solo su conoscenze aerodinamiche ancora empiriche. La fiancata è caratterizzata da un lungo cofano bilanciato da un abitacolo raccolto, con spazio per due persone, più eventuali altre due sulla panchetta posteriore, ribaltando la quale si accede al vano bagagli. Il frontale è dominato da una grande calandra verticale a maglie fitte, incorniciata da un profilo cromato con all'interno lo stemma del biscione, e con la scritta cromata Alfa Romeo in corsivo inclinata sulla sinistra. I fanali sono integrati nella lamiera e il paraurti, sdoppiato, è attraversato da una striscia cromata. I parafanghi anteriori sono molto pronunciati e ancora ben distinti dal corpo vettura, insieme al predellino, assottigliato il più possibile ma comunque presente, mentre i parafanghi posteriori sono meglio integrati nella carrozzeria con i passaruota che possono essere coperti con gli "spats", simili a quelli della 8C 2900B. Sullo specchio di coda è presente lo scarico sdoppiato, un piccolo lunotto in plexiglas, il paraurti diviso in due parti e un portello, su cui vengono fissate la targa e le luci posteriori, per accedere alla ruota di scorta.
Le nuove berlinette sono molto apprezzate per l'eleganza della loro linea unita alle prestazioni sportive garantite dal potente motore tanto che per soddisfare tutte le richieste la Touring consente alla Carrozzeria Castagna di realizzarne alcuni esemplari, differenti in pochi dettagli, con la stessa linea e le stesse tecniche; una di queste oggi è stata restaurata e monta un motore V12 sperimentale. Benito Mussolini ne fa costruire un esemplare con meccanica SS per l'amante, Claretta Petacci, tanto importante da essere coinvolta nell'arresto del Duce a Dongo. Un'auto identica viene realizzata per Francisco Franco mentre nel 1939 un esemplare speciale di 6C 2500 SS cabriolet, identica ad una coupé, viene acquistata dal Duce stesso e perciò questa linea è nota come "Duxia".
La 6C 2500 ebbe una breve carriera sportiva poco prima della guerra, con la versione preparata SS (o Tipo 256) sulla quale il motore è potenziato fino a 125 CV a 4800 giri/min con l'aumento del rapporto di compressione fino a 8:1 e il passo accorciato a 2700 mm. Le prime quattro vetture realizzate dalla Touring sono costruite con due tipi di carrozzeria diversi, la prime due "classiche", con parafanghi "a goccia" ben distinti dal corpo vettura, e le seconde due aerodinamiche, dette "Ala Spessa" con i parafanghi integrati nella carrozzeria, precorrendo lo stile Ponton. L'Alfa Romeo 6C 2500 SS Spider "Ala Spessa" debutta alla Tobruk-Tripoli vincendo con l'equipaggio Ercole Boratto e Consalvo Sanesi; seguiti da Clemente Biondetti e Aldo Monzani (2°) e Carlo Maria Pintacuda e Paride Mambelli (4°) mentre Giuseppe Farina si ritira per un'uscita di strada.
Nel 1940, prima che l'Italia entrasse in guerra, si torna a correre la Mille Miglia sull'atipico circuito triangolare chiuso al traffico. Per quell'edizione la Carrozzeria Touring realizza, oltre a due modelli speciali Alfa Romeo, anche delle speciali BMW 328 ufficiali e le due Auto Avio Costruzioni 815.
Alla gara sono iscritte da piloti privati molte Alfa Romeo 6C 2500 con vari allestimenti mentre per l'Alfa Corse la Touring disegna e costruisce tre nuove 6C 2500 SS (Tipo 256) con carrozzeria Superleggera spider detta "torpedino Brescia", caratterizzate da coda arrotondata, parafanghi dalla linea fluida, fanali anteriori integrati nel frontale e un basso parabrezza sagomato affidate a Antonio "Nino" Farina - Paride Mambelli, Carlo Maria Pintacuda - Consalvo Sanesi e Clemente Biondetti - Aldo Stefani che si classificano rispettivamente 2°, 4° e 7° assoluti. Per l'ultimo equipaggio ufficiale, Carlo Felice Trossi - Ascanio Lucchi, giunto 8°, la Touring invece costruisce una 6C 2500 Tipo 256 berlinetta, totalmente diversa dalle spider e dalle "torpedino Brescia", simile per concezione alla 8C 2900B berlinetta speciale Le Mans e per proporzioni alla 6C 2500 "Ala Spessa", anche se dotata di un'inedita calandra arrotondata.

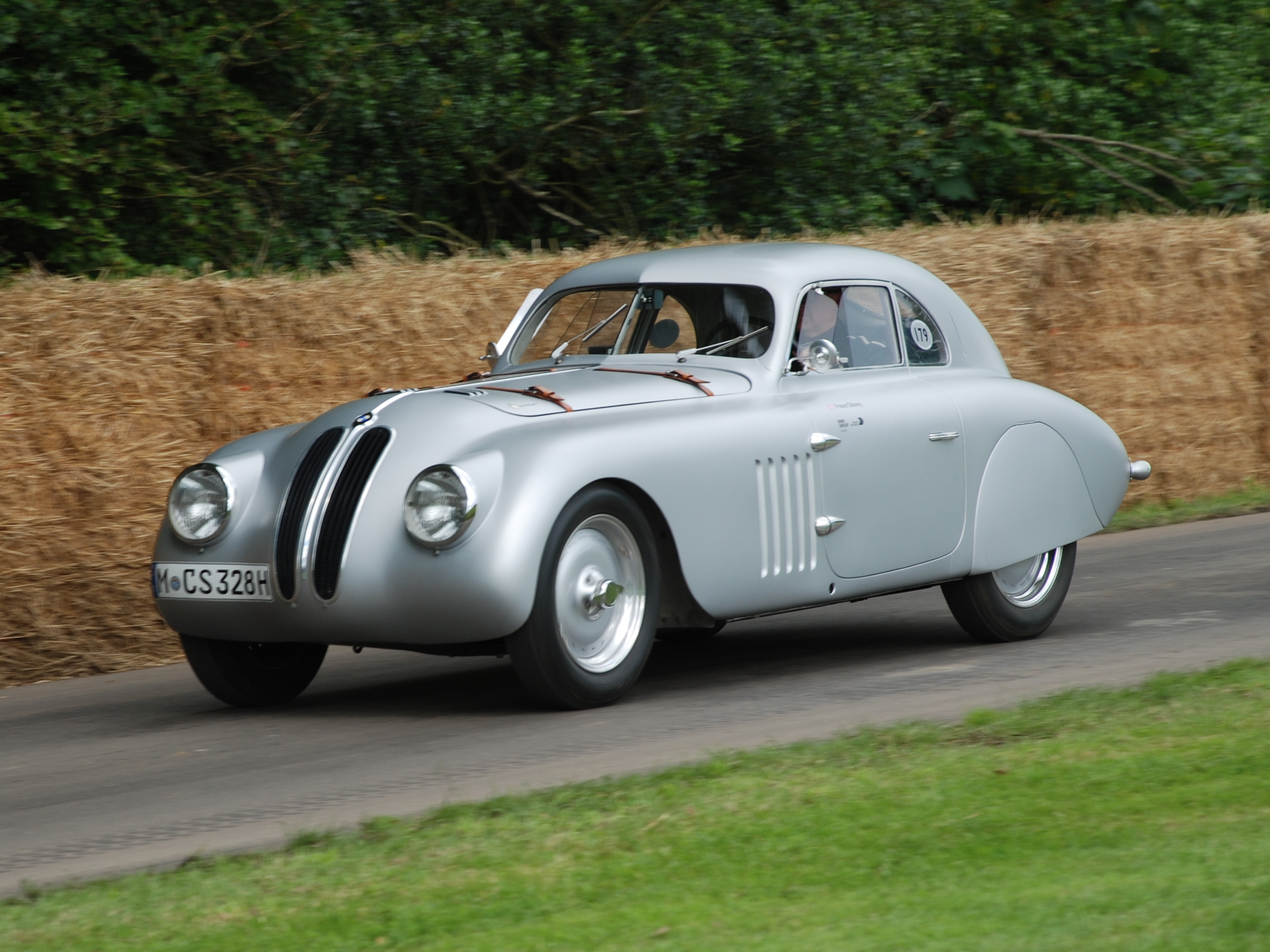
La BMW 328 berlinetta Superleggera vittoriosa alla Mille Miglia 1940

Proprio una BMW 328 dotata di una carrozzeria berlinetta, quasi identica a quella dell'Alfa Romeo di Trossi, vince la maratona bresciana con Fritz Huschke von Hanstein - Walter Bäumer. La Touring realizza anche altri due tipi diversi di 328 speciali, ne disegna e realizza una dotata di una carrozzeria "Ala Spessa" e costruisce anche due delle 328 Roadster speciali iscritte alla Mille Miglia ufficialmente dalla BMW, su disegno però della carrozzeria interna della casa bavarese.

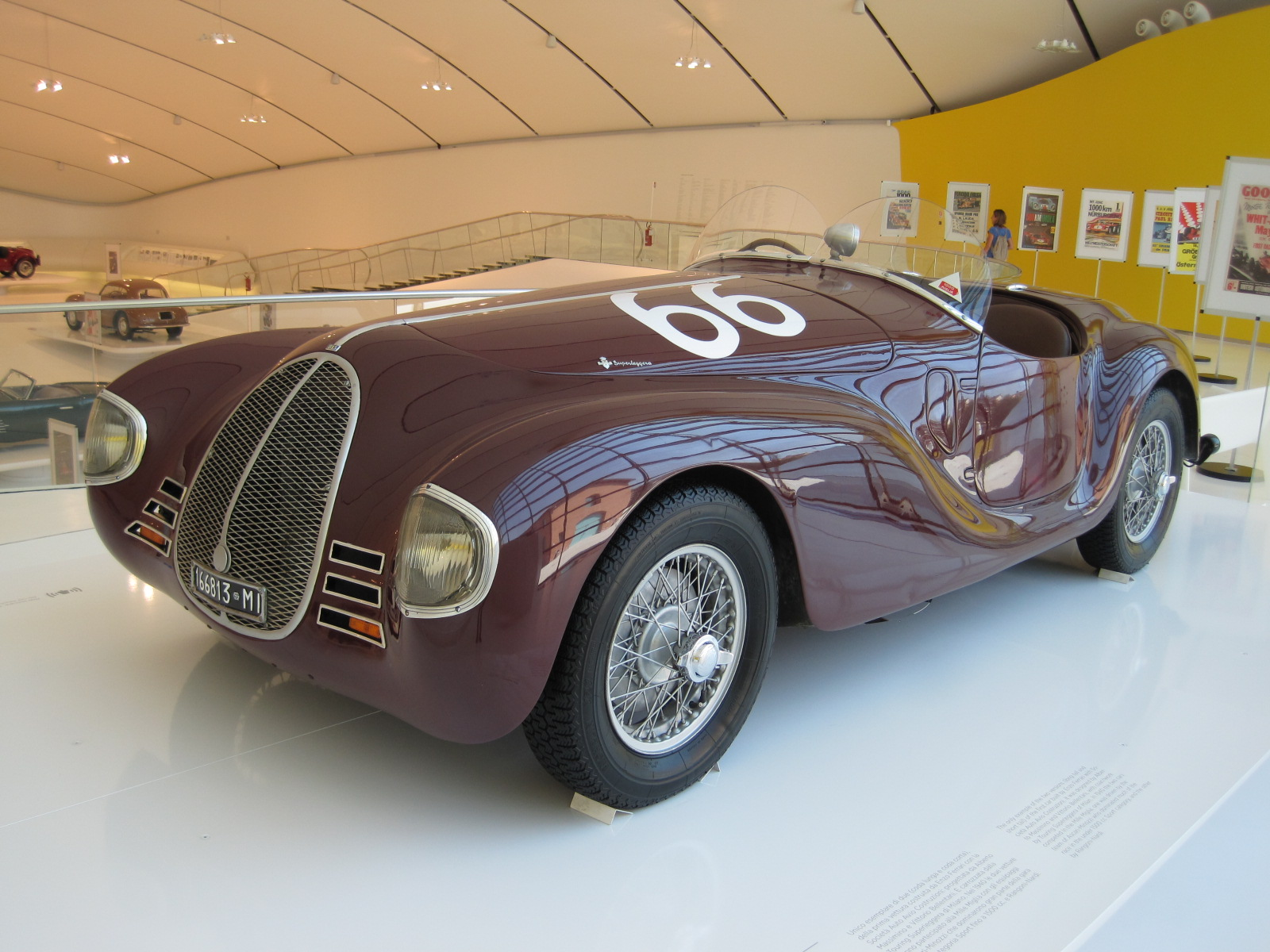
L'Auto Avio Costruzioni 815 torpedino Touring di Alberto Ascari

Infine Enzo Ferrari, che fonda l'Auto Avio Costruzioni dopo aver lasciato l'Alfa Romeo, si affida alle mani esperte del carrozziere milanese per costruire le sue prime due auto da costruttore indipendente. L'AAC 815 ha un telaio a traliccio su cui è montato un motore 8 cilindri in linea di derivazione Fiat 1100, vestito dalla Touring con una carrozzeria spider molto simile a quella delle Alfa Romeo "torpedino Brescia", ma con un frontale esclusivo. Sono realizzate solo due AAC 815, una "coda lunga" e un'altra "coda corta"; facilmente distinguibili tra loro, rispettivamente per Lotario Rangoni Macchiavelli - Enrico Nardi e Alberto Ascari - Giovanni Minozzi.

Dopo quella gara la seconda guerra mondiale travolge l'Italia e la carrozzeria Touring, che nel 1941, in ossequio all'anglofobia del Regime, cambia nome in Turinga. Come all'Alfa Romeo al Portello tuttavia anche in via Ludovico da Breme la produzione automobilistica non si interrompe mai del tutto, sebbene sia subordinata a quella aeronautica destinata allo sforzo bellico. Infatti le capacità di lavorazione dell'alluminio, e in generale del metallo, delle maestranze della Touring fanno diventare la carrozzeria un centro di produzione di carlinghe ed altri accessori in alluminio per aeroplani Caproni, Breda, Macchi, Piaggio ed off. Reggiane. Questa collaborazione con la Regia Aeronautica "mette le ali" allo stemma del carrozziere, che da qui in poi si arricchisce di questo particolare, ma fa anche sì che gli stabilimenti della carrozzeria Touring siano presi di mira dai bombardamenti di Milano, che distruggono il reparto di progettazione, compresa la galleria del vento interna e parte degli archivi.

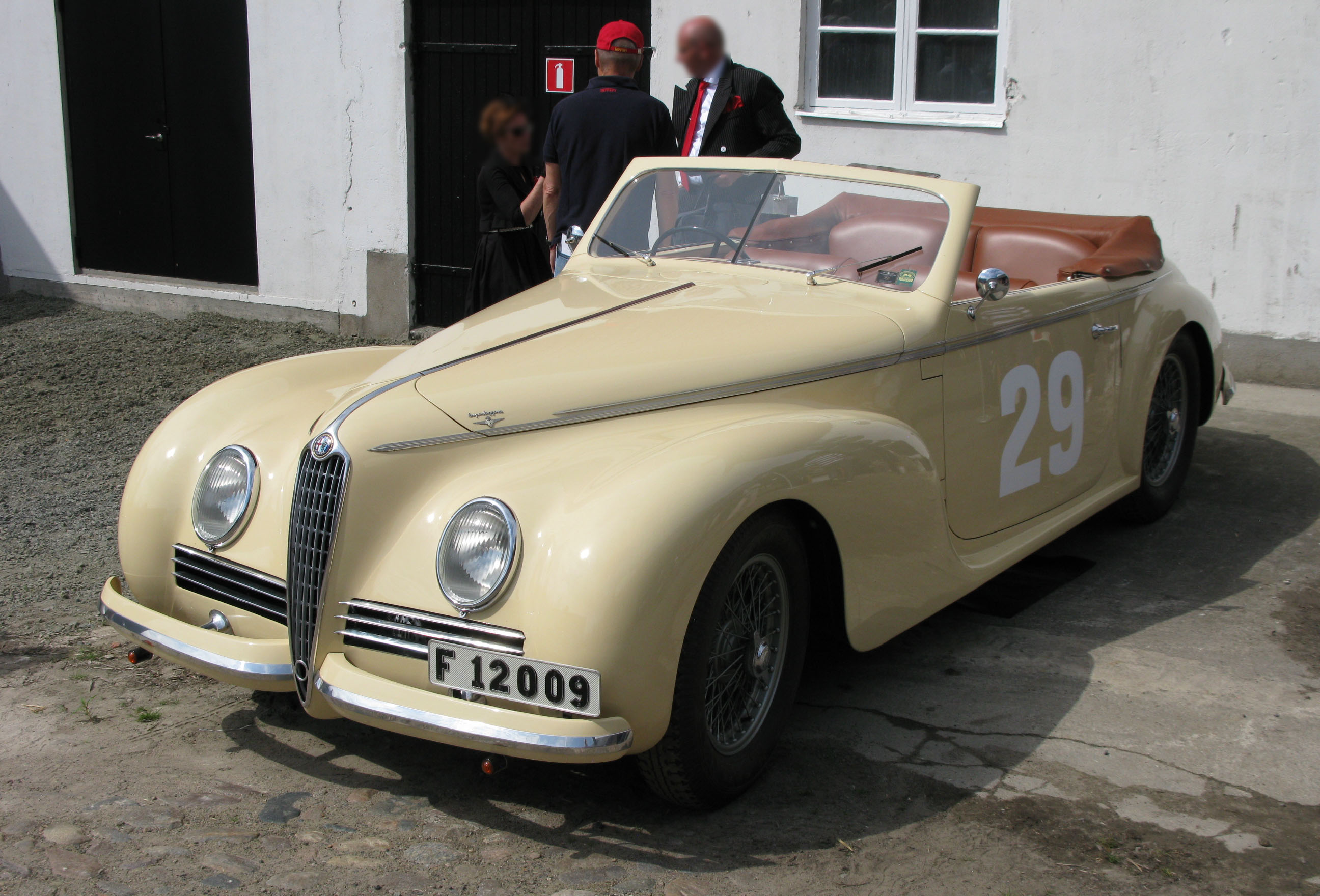
L'Alfa Romeo 6C 2500 Sport Cabriolet Turinga del 1942, è una delle prime Alfa Romeo con lo scudetto triangolare

Sebbene le vetture costruite durante la guerra siano molto poche, destinate esclusivamente ad alte autorità soprattutto militari, sono comunque importanti dal punto di vista estetico. Proprio sui primi autotelai prodotti nel 1942 dell'Alfa Romeo 6C 2500 Super Sport, con crociera centrale di rinforzo, motore da 110 CV e passo di 2700 mm, debuttano i primi frontali con il "trilobo", tuttora segno distintivo delle Alfa Romeo. Sostanzialmente è frutto della fusione del frontale "a prua", già provato su alcuni esemplari prima del conflitto, con la classica calandra Alfa Romeo. Infatti i primi scudetti triangolari sono alti e stretti, perché prendono posto sullo stretto frontale "a prua" con la stessa griglia delle Alfa precedenti, e affiancati da due aperture sotto i fanali per assicurare il raffreddamento. Oltre che su diverse 6C 2500 il nuovo frontale viene applicato anche sull'Alfa Romeo 8C 2900B lungo berlina 2 porte completata nel 1942 per il re Michele I di Romania, che è anche la prima vettura Touring con il parafango anteriore che si fonde elegantemente con la portiera.

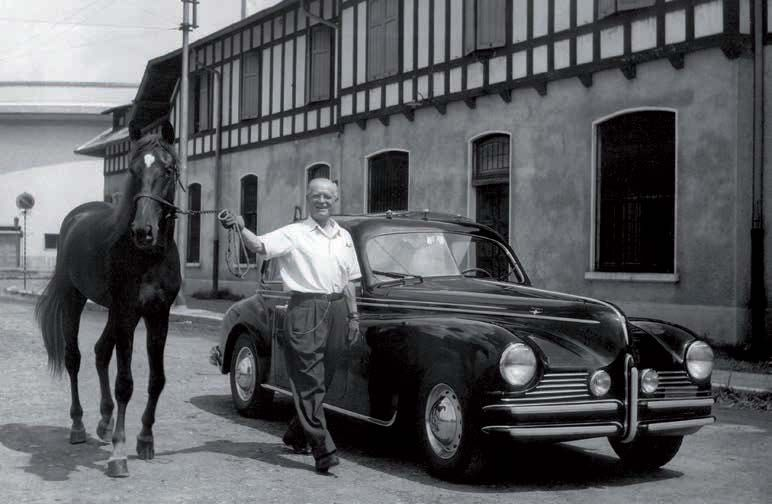
Il fondatore Felice Bianchi Anderloni a fianco di una Fiat 1500 berlinetta Aerlux costruita nel 1947, su cui si evidenzia il quasi superamento del frontale "a prua"

Sempre durante la guerra, nel 1941, per cercare di ovviare alla carenza di carburante, viene costruita una vettura elettrica sull'autotelaio della Fiat 1100L espressamente per il conte Franco Mazzotti, uno dei quattro moschettieri della Mille Miglia. L'auto è nota come Stigler 4EC berlinetta e viene costruita dalla Touring perché il metodo Superleggera è l'unico a garantire la leggerezza necessaria affinché l'auto abbia prestazioni ed autonomia ragionevoli. La vettura, dopo esser stata presentata anche al Duce a Villa Torlonia, è andata perduta durante (o subito dopo) la guerra.

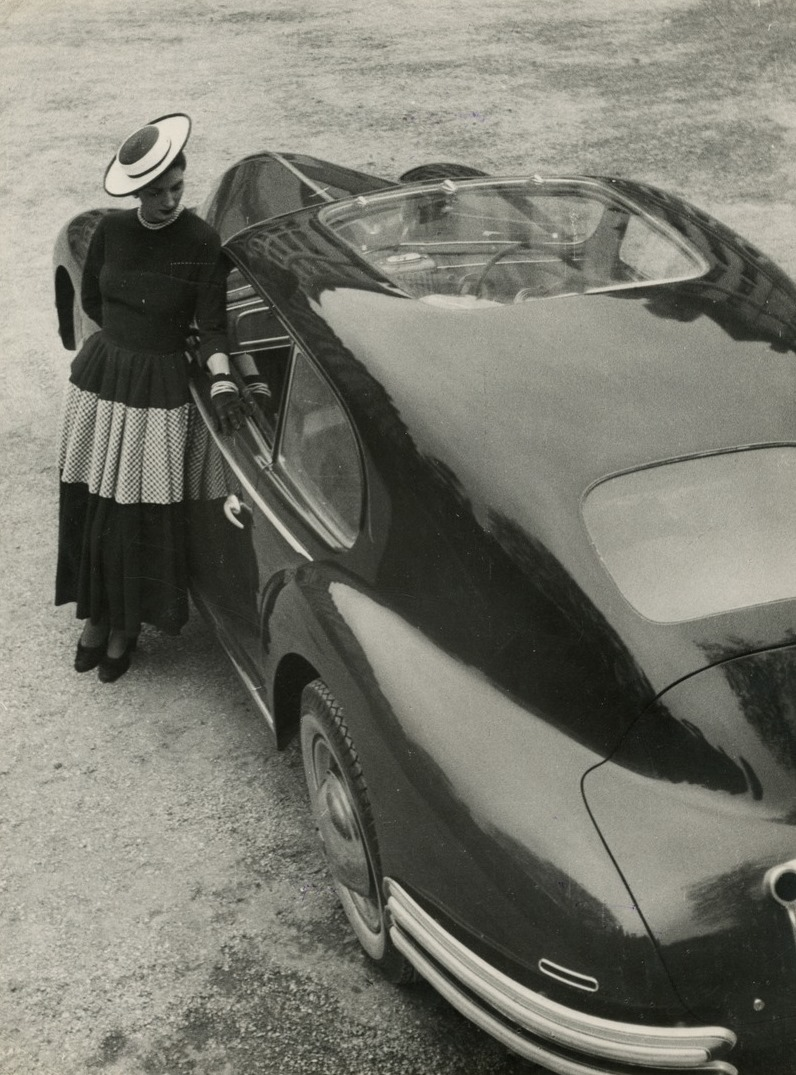
Una modella posa con un'Alfa Romeo 6C 2500 Sport berlinetta del 1948 dotata di tetto apribile brevettato "Aerlux"

Dopo la parentesi bellica, mentre si ricostruisce lo stabilimento distrutto dalle bombe e il nome ritorna ad essere ufficialmente Touring, si riconverte la produzione da militare a civile riprendendo a costruire carrozzerie per automobili. Nonostante tutte le difficoltà si riparte dal sistema Superleggera, tornando a vestire delle speciali Alfa Romeo 6C 2500 SS Coupé, alcune delle quali dotate di tetto apribile in plexiglas trasparente, detto Aerlux, e aiutando la carrozzeria Alfa Romeo a disegnare la 6C 2500 Sport Freccia d'Oro, la prima Alfa Romeo del dopoguerra. Inoltre a conferma delle qualità tecniche avanzatissime, una "vecchia" (già esposta al Salone di Parigi 1938) Alfa Romeo 8C 2900 B Lungo Berlinetta guidata dall’asso Clemente Biondetti, di proprietà del copilota Emilio Romano, vince la prima Mille Miglia del dopoguerra, quella del 1947.
Sempre nel 1947 anche la Isotta Fraschini vuole riconvertire la produzione a scopi civili e tenta di rientrare nel mercato delle auto di lusso, progettando la Isotta Fraschini Tipo 8C Monterosa. La dirigenza fa realizzare una coupé e una berlina 4 porte dalla carrozzeria Touring, che ne aveva già realizzate alcune sulla base delle "vecchie" Tipo 8A e 8B. Il risultato è l'evoluzione del design già visto sulle berlinette d'anteguerra, anche se montato su un pianale con motore V8 posteriore.
Oltre a Isotta Fraschini e Alfa Romeo Felice Bianchi Anderloni disegna e costruisce alcune vetture su autotelai stranieri, come aveva già fatto con le BMW. Stavolta la richiesta di collaborazione arriva dall'Inghilterra dove la Bristol Aeroplane Co., un'azienda aeronautica, sta tentando di riconvertirsi alla produzione civile rilevando la Frazer-Nash, una casa automobilistica che sfrutta i progetti della BMW 328 ottenuti come risarcimenti di guerra. Il risultato è la Bristol 401, una berlinetta molto simile alle coeve Alfa Romeo, la cui novità risiede non solo nella linea ma anche nella modalità di costruzione. La carrozzeria Touring infatti decide di concedere la licenza di sfruttamento del sistema Superleggera alla Bristol, che assembla completamente gli esemplari nella sua fabbrica in Inghilterra. Le nuove 401 sono distinguibili dalle Alfa Romeo dello stesso carrozziere per la posizione degli anabaglianti anteriori, a ridosso della calandra, e per la forma della calandra stessa, molto simile al "doppio rene" delle BMW. Nel 1948 la Touring disegna e costruisce una speciale spider per lo Scià di Persia, la Frazer-Nash 2000 Roadster, nella cui linea si notano alcuni dettagli delle future Alfa Romeo 6C 2500 SS Villa d'Este e Ferrari 166 MM barchetta.

### Il florido dopoguerra (1948-61)
Nel giugno 1948 Felice Bianchi Anderloni, il patron e direttore creativo della carrozzeria Touring sin dalla sua fondazione, muore improvvisamente a causa di un attacco cardiaco. Gli succede il figlio Carlo Felice Bianchi Anderloni con le stesse mansioni, affiancato dall'altro socio fondatore, Gaetano Ponzoni.

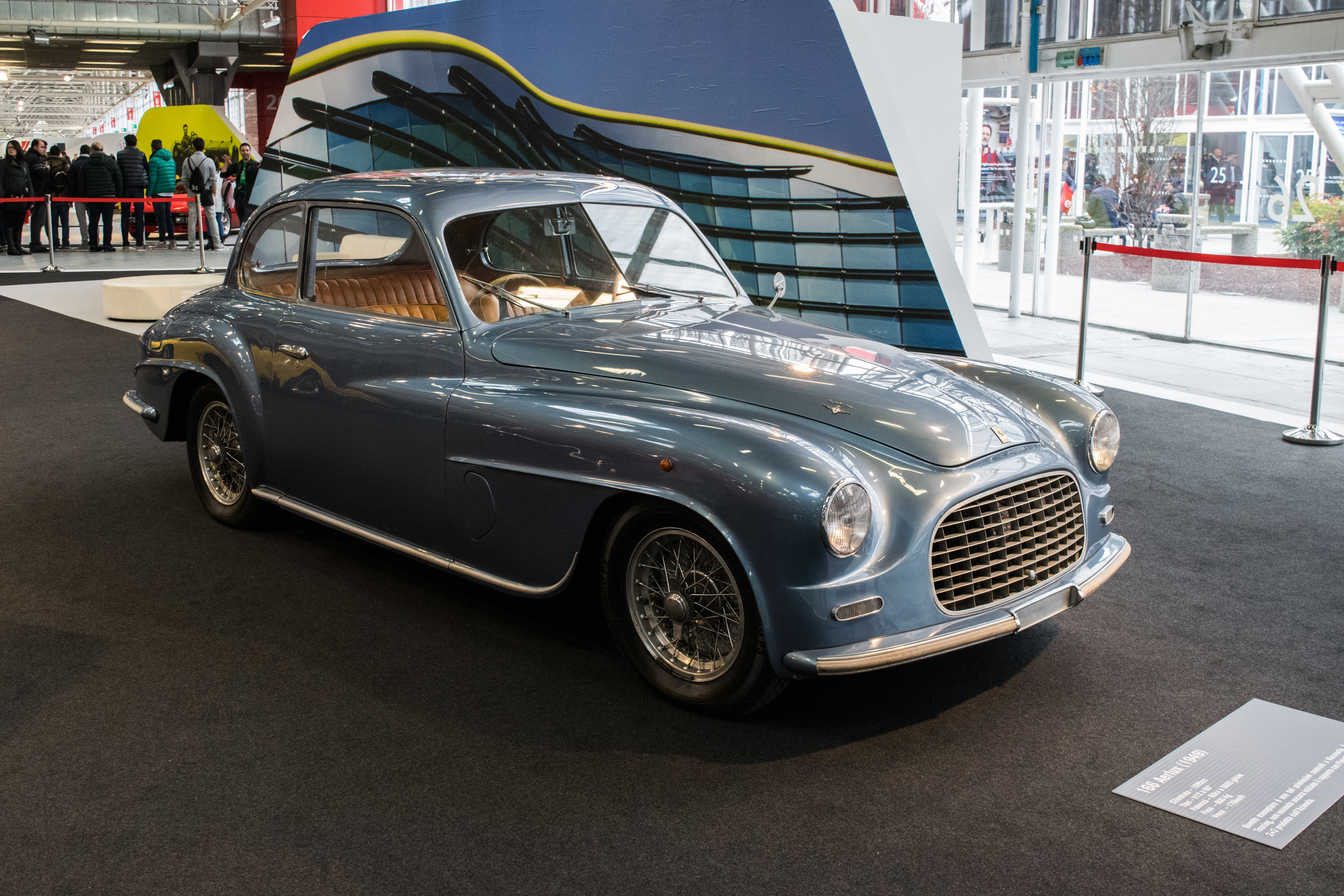
Ferrari 166 Inter Berlinetta Touring 1948

La carica creativa non si spegne con il padre e al Salone dell'Automobile di Torino 1948 inizia la collaborazione con la neonata Ferrari, la fabbrica di automobili fondata nel 1947 da Enzo Ferrari, che finalmente porta il suo nome. Il carrozziere milanese prosegue la collaborazione con Enzo Ferrari, iniziata ai tempi dell'Alfa Romeo e continuata con le Auto Avio Costruzioni 815, presentando le prime due Ferrari di piccolissima serie, la 166 Inter berlinetta per il Gran Turismo e la 166 MM barchetta per le competizioni Sport.
Le due vetture sono basate entrambe sull'autotelaio della Ferrari 166, con telaio tubolare e motore V12, e condividono i tratti salienti della carrozzeria Superleggera ma mentre la 166 Inter è considerata un'auto fondamentale solo della storia Ferrari la 166 MM è una delle più importanti in assoluto della storia del design automobilistico perché vara il termine barchetta in senso automobilistico. La linea essenziale della 166 MM stupisce il pubblico del salone ed anche Gianni Agnelli che, notando la somiglianza della vettura a un piccolo motoscafo, esclama: «Ma questa non è una macchina; è una barchetta!». Il giornalista Giovanni Canestrini, uno dei fondatori della Mille Miglia, ascolta quella frase e propone questo nome per battezzare la 166 MM a Felice Bianchi Anderloni ed Enzo Ferrari, che approvano immediatamente. Da quel momento in poi barchetta è sinonimo di spider senza capote per antonomasia, tanto che negli anni '90 la Fiat lancia un modello omonimo, ispirato a questa creazione di Touring anche nella forma.

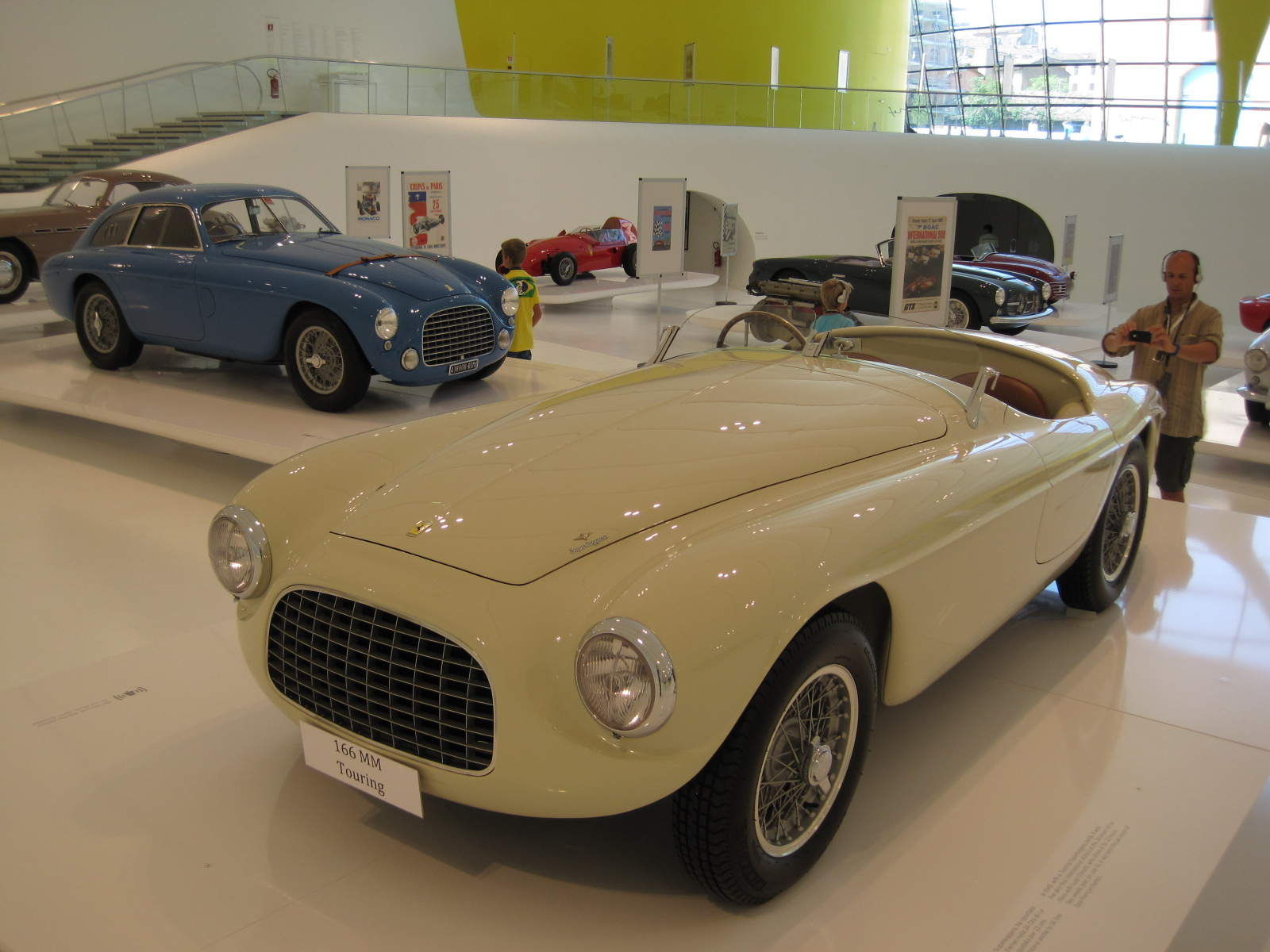
Un Ferrari 166MM barchetta (in primo piano) e berlinetta in secondo piano, in azzurro)

La 166 MM barchetta grazie al successo nelle competizioni, lo stesso esemplare vince sia la Mille Miglia 1949, con Clemente Biondetti e Giuseppe Navone, che la 24 Ore di Le Mans, con Luigi Chinetti e Peter Mitchell-Thomson, rende ancor più celebre il nome della Touring nel mondo. La collaborazione continua proficuamente negli anni seguenti con le seguenti 166 MM Berlinetta, 195 Inter Berlinetta, 212 Export Berlinetta e Barchetta, 212 Inter Berlinetta e 340 America Berlinetta finché, dopo l'ultima 212/225 Inter Barchetta del 1952 costruita per Henry Ford II, la Ferrari sceglie Pinin Farina come carrozziere di fiducia.

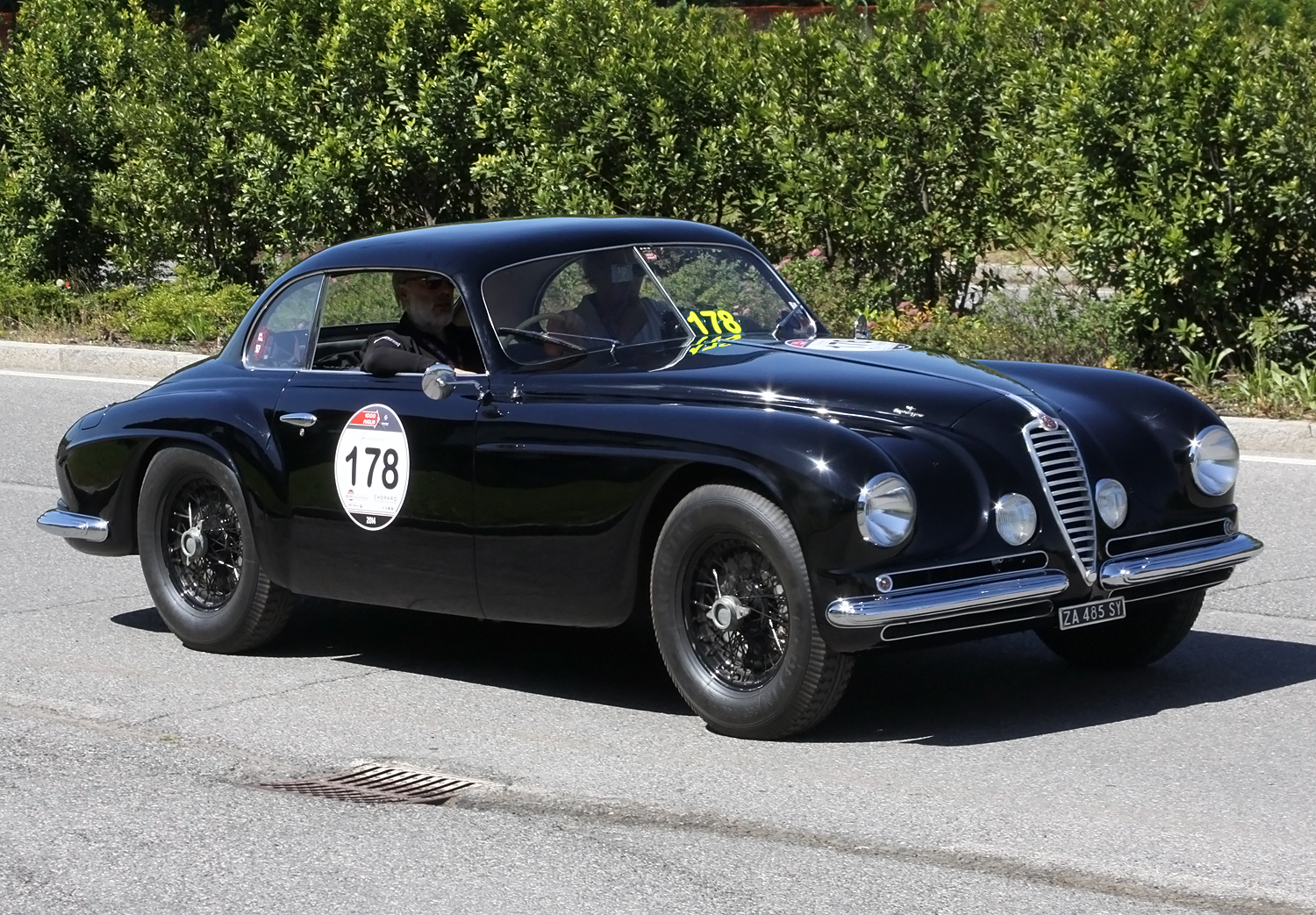
Un'Alfa Romeo 6C 2500 SS Villa d'Este Touring 1949 alla rievocazione della Mille Miglia 2014

Nel 1949 intanto la Carrozzeria Touring sta costruendo le più lussuose Alfa Romeo 6C 2500 SS coupé, alcune delle quali dotate del tetto apribile brevettato Aerlux realizzato in plexiglas sfruttando le conoscenze aeronautiche acquisite durante la guerra, ma ancora legate all'impostazione prebellica della 6C 2500, pur migliorata. Allora Carlo Felice Bianchi Anderloni adatta all'autotelaio della 6C 2500 una carrozzeria simile a quella della Ferrari 166 Inter, creando l'Alfa Romeo 6C 2500 SS Villa d'Este. Su questo telaio, più grande di quello della Ferrari, la carrozzeria raggiunge proporzioni quasi perfette e vince il "Gran Premio Referendum" al Concorso d'Eleganza Villa d'Este, che da lì in poi dà il nome all'auto, una delle ultime fuoriserie sportive basate con telaio portante a longheroni.
Nel 1950, su richiesta di una delegazione di concessionari Fiat capitanata da Ovidio Capelli, la Touring realizza una piccola serie di 200 berlinette sulla base della Fiat 1400, la nuova vettura media a scocca portante della Fiat. Questo è il primo tentativo di adattare la struttura Superleggera ad una monoscocca vera e propria. Nello stabilimento di Via Ludovico da Breme le Fiat 1400 vengono trasformate in berlinette due porte quattro posti nello stile del carrozziere, con una grande calandra, più volte modificata, e la coda simile a quella della 6C 2500 SS Villa d'Este. Tra queste 200 auto almeno 3 vengono ulteriormente alleggerite e potenziate con un kit Abarth e con una di queste Ovidio Capelli stesso trionfa al XI Giro di Sicilia 1951.
Le capacità accumulate durante questa piccola produzione risultarono utili quando l'Alfa Romeo chiede a diversi carrozzieri di costruire una versione coupé della nuova 1900. La proposta della Touring, realizzata sull'autotelaio accorciato e potenziato 1900C, viene accettata dalla Dirigenza Alfa Romeo e messa ufficialmente a listino nel 1951 come 1900C Sprint. Anche su questa vettura sono rielaborati i concetti espressi sulla 6C 2500 SS Villa d'Este per adeguarli ad un corpo vettura più piccolo ma anche per renderla più simile alla nuova 1900 berlina, che il carrozziere milanese ha contribuito a disegnare. In particolare sono inserite nel frontale le prese d'aria e lo scudetto della berlina mentre tutta la coda viene semplificata. Per la prima volta la Carrozzeria Touring si occupa della produzione in numeri consistenti di una scocca Superleggera, grazie a cui l'auto finita pesa solo 1000 kg, 100 in meno della berlina di serie, e tocca i 180 km/h. L’eleganza della linea e le notevoli prestazioni la mettono comunque a confronto con la Lancia Aurelia B20 GT, sia su strada che in pista.

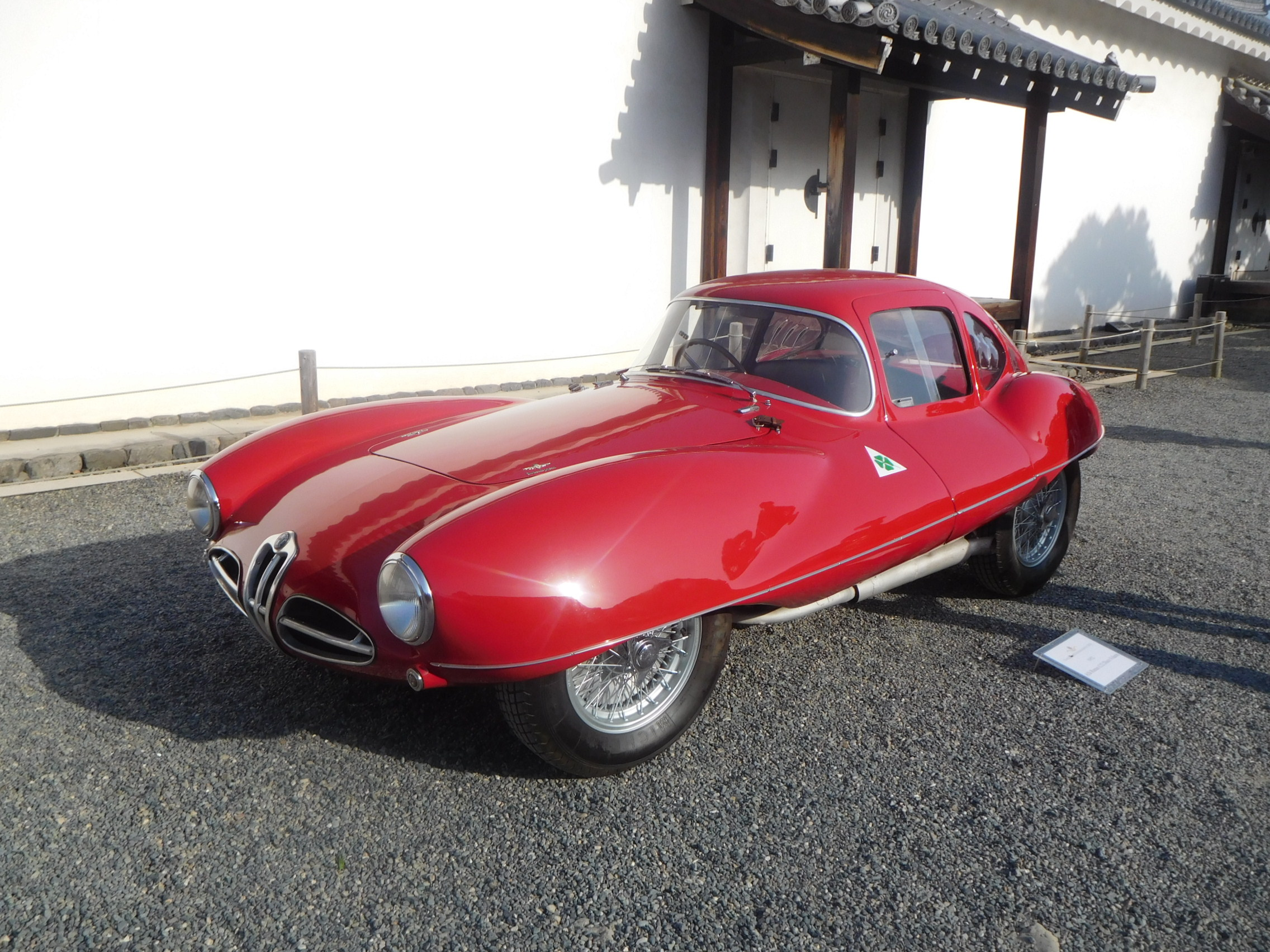
L'unica Alfa Romeo 1900 C52 Disco Volante Coupé del 1953 al Castello Nijō per il Concorso d'Eleganza di Kyoto 2018

A conferma della stretta collaborazione con la casa milanese la Touring viene scelta anche per realizzare la carrozzeria per il prototipo da competizione realizzato nel biennio 1952-53, la celeberrima Disco Volante. La vettura, con meccanica derivata da quella della 1900, è prodotta in 5 esemplari, tutti diversi tra loro, ma accomunati da un telaio tubolare progettato ex-novo che integra il traliccio di tubi di acciaio su cui vengono fissati i leggeri pannelli di alluminio della carrozzeria secondo il sistema brevettato Superleggera. La linea biconvessa, con sezioni trasversale e longitudinale ovali, disegnata dalla Touring per consentire elevate velocità anche in presenza di vento laterale permette all'auto di raggiungere i 220 km/h ed è tanto originale che si decide di depositarne il brevetto come "Modello ornamentale".
Wifredo Ricart, un ingegnere spagnolo che ha lavorato per l'Alfa Romeo durante la guerra, nel 1952 si rivolge a Carlo Felice Bianchi Anderloni per disegnare e costruire una nuova carrozzeria Superleggera per la Pegaso Z-102, visto che le vetture realizzate in acciaio dalla carrozzeria interna risultano troppo pesanti. La Pegaso Z-102, la prima sportiva ad alte prestazioni costruita dalla ENASA in Spagna, è all'avanguardia: è dotata di telaio in acciaio scatolato, motore V8 interamente in lega leggera con quattro alberi a camme in testa, lubrificazione a carter secco, cambio a 5 marce montato posteriormente in blocco con il differenziale e ponte posteriore de Dion. Per dare un'identità al neonato marchio la Touring dota le Pegaso di una grande presa d'aria trapezoidale con al centro un listello cromato a croce e di due aperture cromate a "L" alle estremità dei cofani anteriore e posteriore, che si ispirano alle narici dei tori. Nel 1952 nasce la spider Z-102 Tibidabo, dal nome di un monte nei pressi di Barcellona, mentre nel 1953 arriva la Z-102B berlinetta che aggiunge un particolare trattamento nel modo in cui i bordi cromati dei finestrini si incrociano per formare quello del lunotto posteriore. Tra le 80 Pegaso prodotte, oltre ad alcune Z-103 berlinetta con parabrezza panoramico, spicca la Z-102 berlinetta Thrill del 1953, una delle concept car più originali del marchio. Derivata dalla berlinetta "di serie", di cui viene completamente ridisegnata la parte posteriore, monta un ampio lunotto panoramico ma soprattutto spiccano, alle spalle dei finestrini laterali, una coppia di "archi rampanti" a profilo alare che salgono dalla fiancata fino al padiglione e sono sottolineati dalla verniciatura bicolore rossa e nera, ripresi anni dopo dalla Ferrari 599.

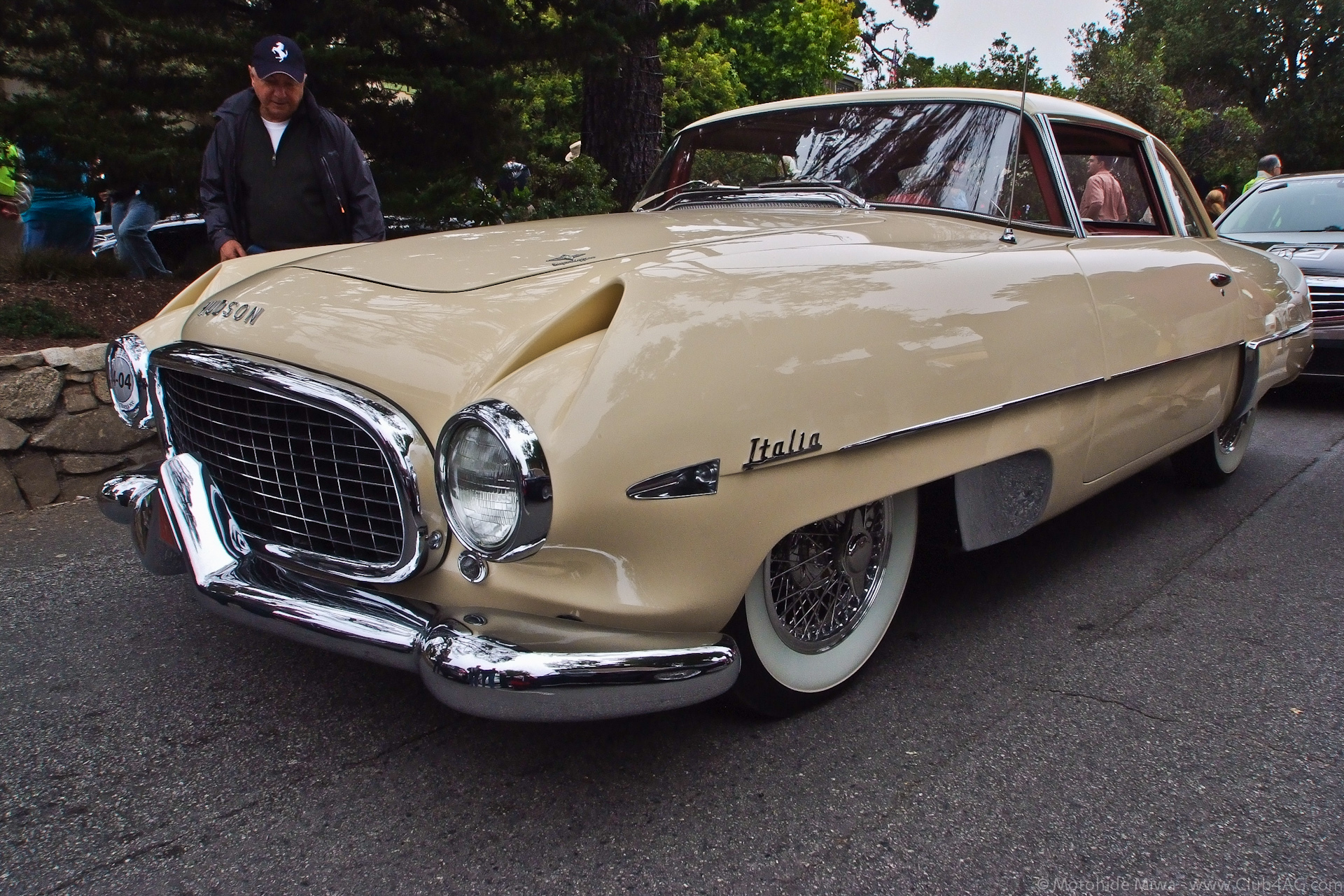
Una Hudson Italia del 1955 al Pebble Beach Tour d'Elegance 2011

Nel 1954 la casa americana Hudson, per promuovere le vendite della sua media Jet, si avvale della collaborazione della Carrozzeria Touring per produrre una piccola serie della dream car Super Jet, disegnata dal loro designer capo Frank Spring, che monta una griglia frontale ovale, un paraurti anteriore con una V rovesciata al centro, prese d'aria sopra i fari, le portiere allungate sul tetto, i fanali posteriori all'interno di tre falsi tubi di scarico integrati nella carrozzeria e le ruote a raggi. I disegni della vettura vengono spediti a Milano insieme alle parti CKD della Hudson Jet, compreso il motore 6 cilindri da 114 CV accoppiato al cambio automatico a 3 marce, che la Touring deve assemblare, vestire con la carrozzeria in alluminio, testare e consegnare direttamente ai clienti finali. Nel biennio 1954-55 vengono assemblate 25 auto che, visto che sono state progettate e costruite in Italia, la casa americana decide di ribattezzare Hudson Italia.

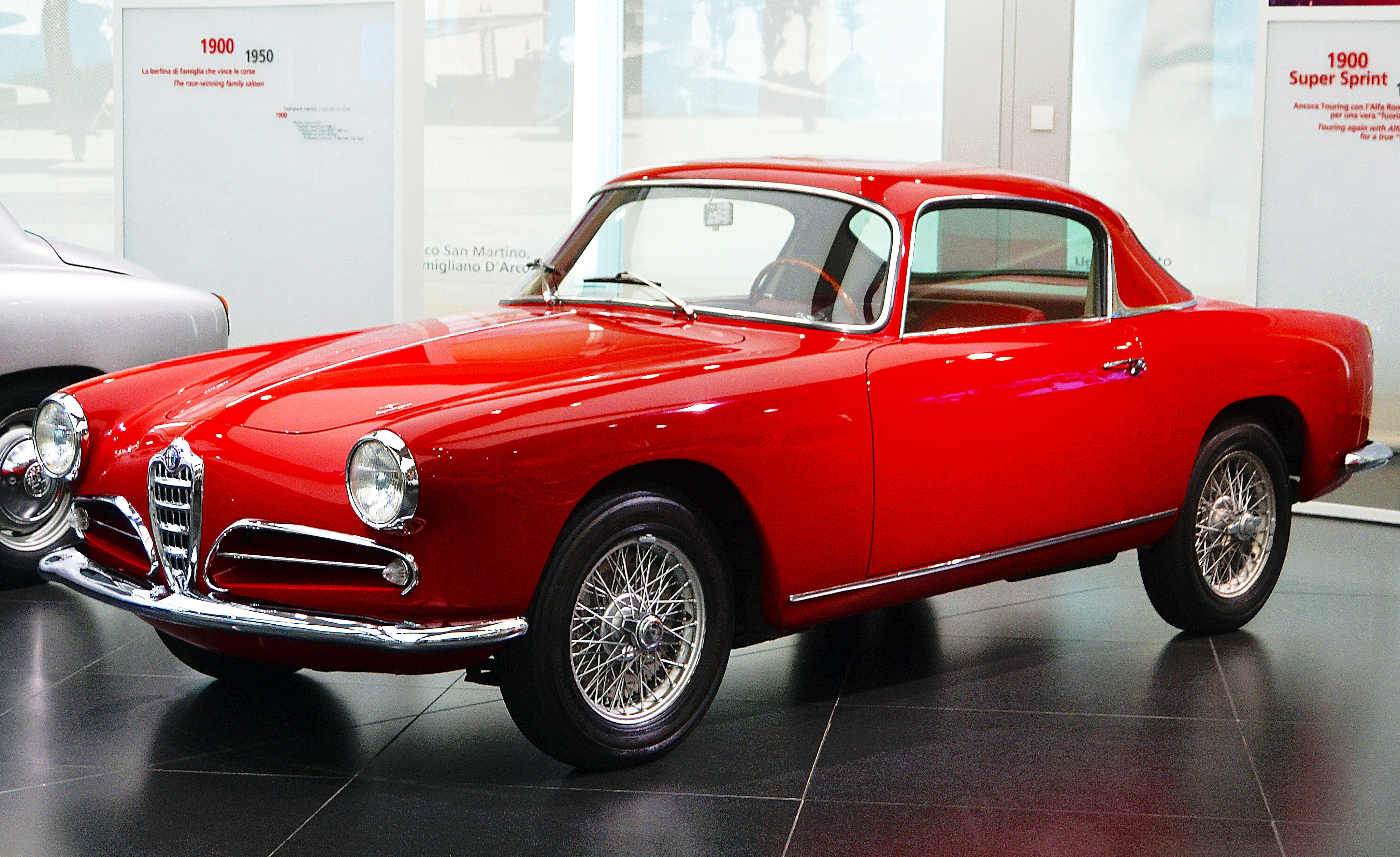
L'Alfa Romeo 1900C Super Sprint "Giuliettona" del Museo Storico Alfa Romeo

Nel 1956 la dirigenza Alfa Romeo chiede alla Touring un aggiornamento della 1900C Sprint, più pesante di quello leggero del 1954 e che la renda più simile alla nuova Giulietta Sprint, di Bertone, che sta riscuotendo un grande successo. La nuova 1900C Super Sprint allora viene ristilizzata tanto bene da farle meritare l’appellativo di “Giuliettona” e, nonostante la linea non sia molto originale, ottiene un discreto successo. Ne viene anche realizzato un esemplare unico cabriolet semplicemente privando una coupé del padiglione.

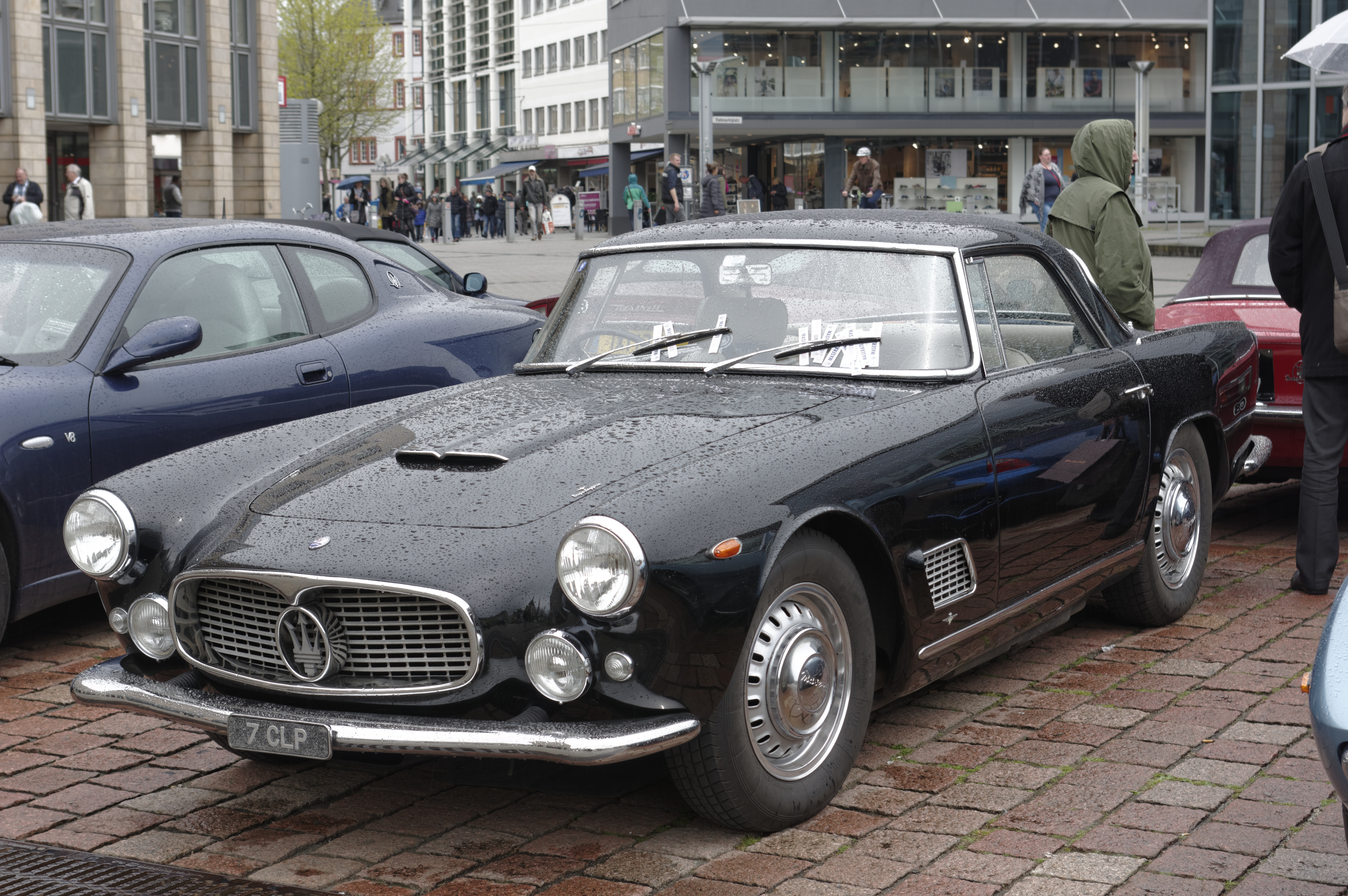
Una delle rare Maserati 3500 GT con guida a destra

Grazie alla mediazione del comm. Franco Cornacchia, uno dei primi concessionari Ferrari in Italia, Omar Orsi, il patron della Maserati, nel 1957 contatta il carrozziere milanese per trasformare il marchio modenese da piccola officina da corsa in un costruttore di Gran Turismo ad alte prestazioni, dedicate ad una clientela raffinata, fatta di professionisti che desiderano arrivare velocemente a destinazione rilassati. Il risultato della collaborazione è la Maserati 3500 GT, la prima gran turismo di lusso del marchio modenese costruita in serie, con motore 6 cilindri in linea a doppia accensione derivato dalle corse e carrozzeria Superleggera in alluminio. Il prototipo viene presentato al Salone dell'automobile di Ginevra 1957 insieme ad una proposta del torinese Allemano, che viene scartata perché Touring realizza un “vestito” sportivo ed elegante, con un abitacolo rifinito in pelle, comodo per 2 persone e 2 bambini e con ampio spazio per i bagagli.
Come sta già facendo sin dal 1951 con la 1900C Sprint e le sue successive evoluzioni, nel 1957 la carrozzeria Touring produce in serie, anche se relativamente piccola, la carrozzeria della Maserati 3500 GT e della successiva GTi ad iniezione, realizzandone circa 1500 esemplari fino al 1961, pur con lievi modifiche estetiche. Nonostante la carrozzeria della 3500 GT sia standardizzata nel 1959, grazie alla stretta collaborazione con la casa del tridente, nasce la 5000 GT Scià di Persia, costruita su misura ovviamente per Mohammad Reza Pahlavi. Sul telaio di una 3500 GT modificato per potervi alloggiare un motore V8 Maserati da competizione viene realizzata una coupé Superleggera in alluminio 2 posti secchi, con il logo del tridente in bella vista al centro del frontale.
Mentre a Milano si cambia ufficialmente il nome dell'azienda in Touring Superleggera e si pensa a come fare per produrre in serie le proprie carrozzerie dalla Aston Martin in Inghilterra, dove la Bristol ha già prodotto in serie il modello 401 e successivi su licenza Superleggera, arriva una nuova richiesta di concessione del brevetto.

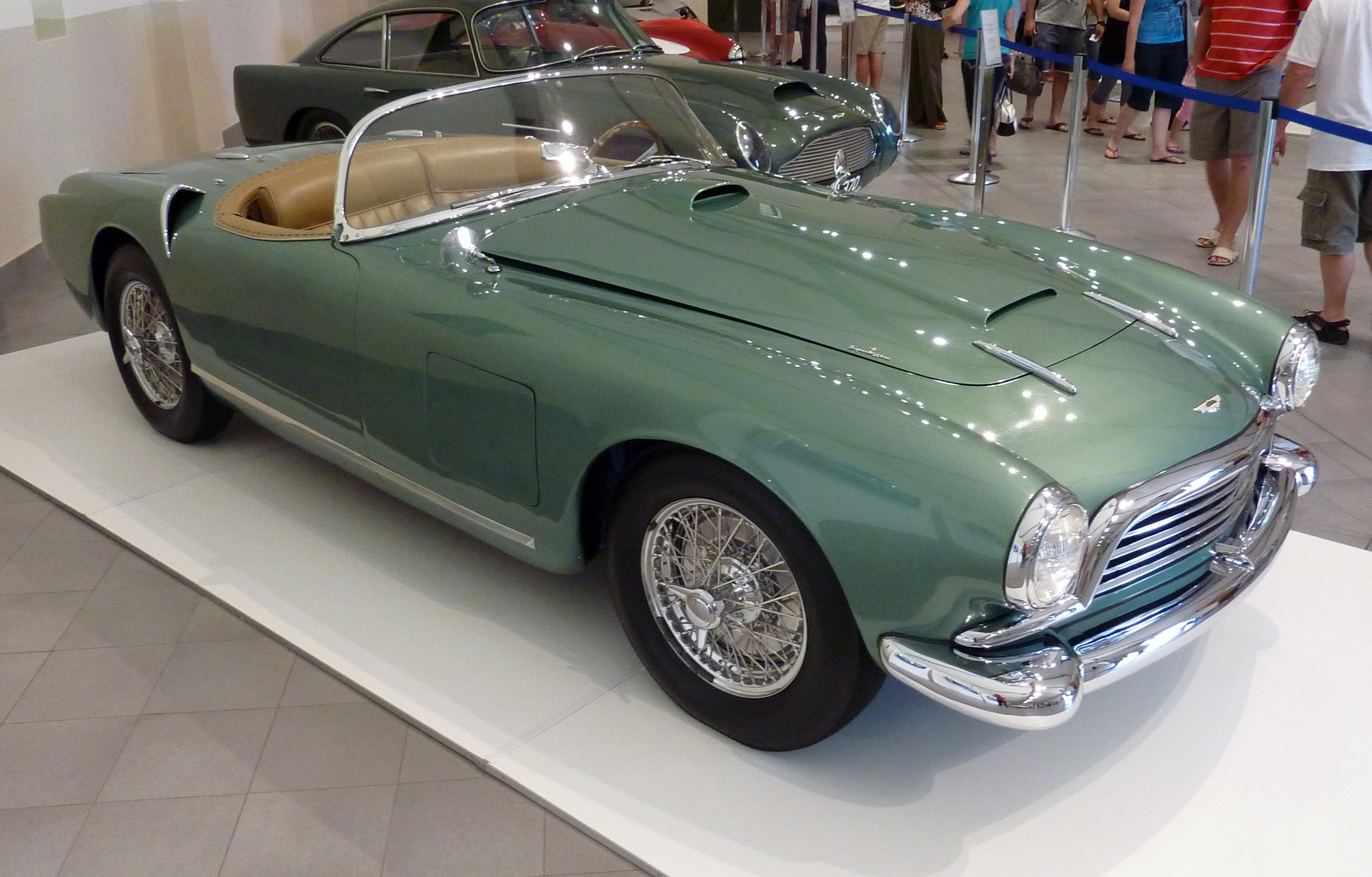
La Aston Martin DB 2/4 MkII Spider del 1956

Nel 1956 David Brown, il nuovo proprietario della piccola casa inglese, mentre si trova al Salone dell'Automobile di Londra, rimane colpito dall'Aston Martin DB2/4 MkII Spider prodotta dalla Touring e decide di contattare la carrozzeria milanese per disegnare l'erede della pensionanda DB 2/4 Mk III; che deve essere una vettura completamente nuova, simbolo del definitivo rinnovamento della società, anche perché sarà la prima assemblata negli stabilimenti di Newport Pagnell.
Nel corso 1957 viene raggiunto l'accordo con la Touring e nel 1958 arriva il prototipo della nuova Aston Martin DB4, una gran turismo ad alte prestazioni dalla linea molto elegante, disegnata da uno dei migliori disegnatori della carrozzeria milanese, Federico Formenti. La carrozzeria viene molto apprezzata dalla critica e dal pubblico, tanto che ne vengono prodotte oltre un migliaio di esemplari e ha stabilito canoni estetici ancora presenti sulle Aston Martin contemporanee. La nuova coupé 2 più 2 infatti rielabora la tipica griglia frontale ottagonale, in modo da renderla più armoniosa, lancia il piccolo sfogo per l'aria calda attraversato da una cromatura sul parafango anteriore, da lì in poi presente su tutte le Aston Martin future, e presenta una coda sfuggente dotata di pinne con fanali integrati. La DB4 inoltre dà origine ad una nuova stirpe di vetture con carrozzeria Superleggera prodotta dalla Tickford in Inghilterra, che ne riprendono meccanica e soprattutto linea, come la DB4 GT del 1959, su cui i fanali vengono carenati, la DB4 Volante del 1961, cabriolet identica alla DB4 coupé eccetto che per la presenza della capote, e la DB4 Vantage, identica alla DB4 ma con motore potenziato.

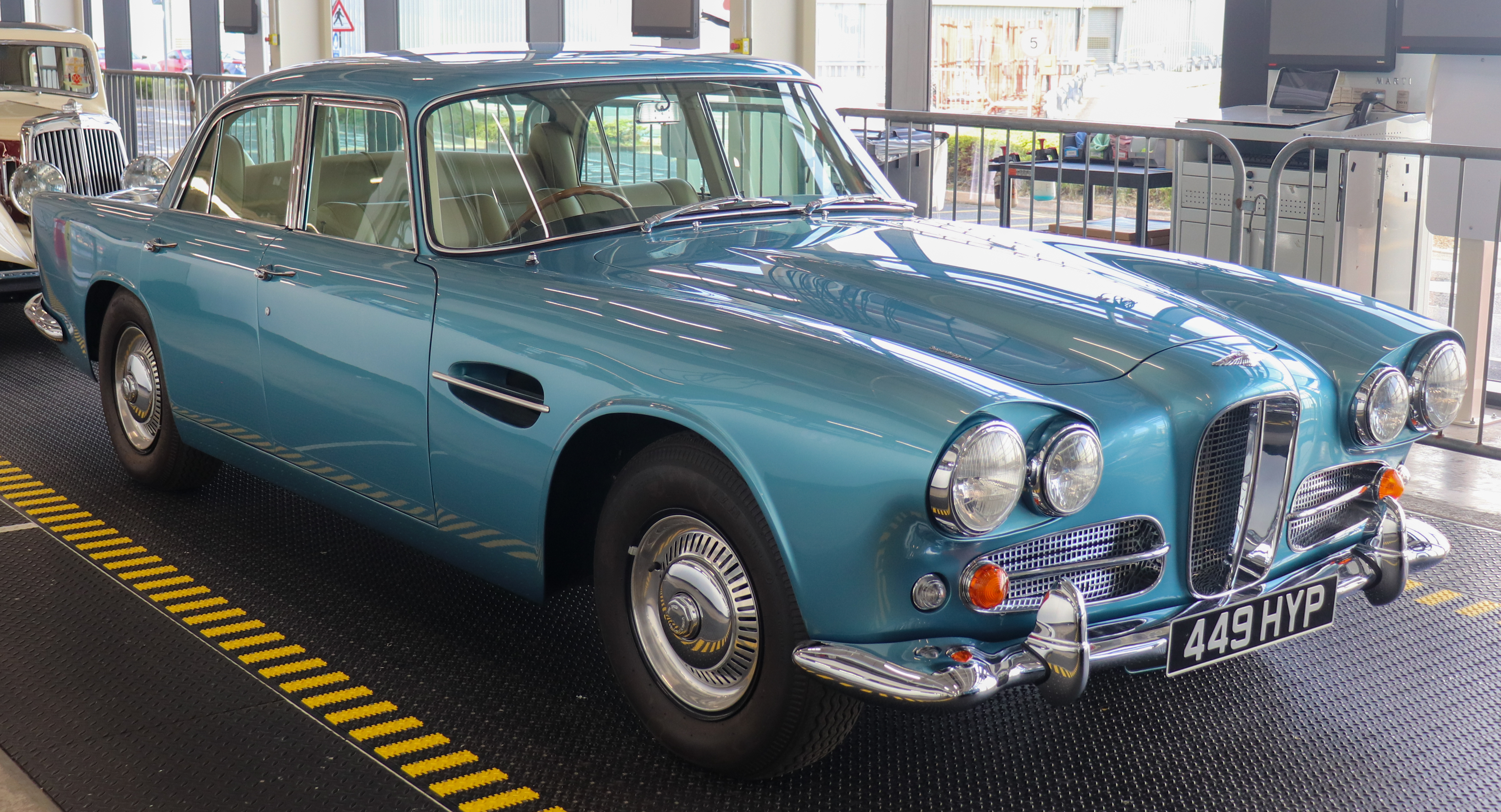
Una Lagonda Rapide del 1961

Lagonda, un altro marchio del gruppo David Brown, nel 1961 lancia la Lagonda Rapide, una grande berlina sportiva disegnata dalla Touring e realizzata in Inghilterra, caratterizzata da doppi fari anteriori e coda ispirata a quella della Maserati 3500 GT.
Nel 1963 l'Aston Martin lancia la DB5, modificata meccanicamente ma esternamente identica alla DB4 GT e famosa per esser stata la prima auto nei film di James Bond, e nel 1965 la DB6, in cui il frontale riprende la DB5 ma per la prima volta viene allungato il passo e la parte posteriore interamente modificata, applicandovi una coda tronca. In realtà la Touring nel 1965 disegna un'erede della DB5, nota come DBSC, totalmente rinnovata, ma le vicende societarie le impediscono di arrivare in tempo sul mercato e anche la DB6, pur simile alle altre, non porta il marchio Superleggera sui bordi del cofano. L'anno prima la Touring disegna anche la Jensen Interceptor, cedendo la commessa per i prototipi a Vignale.

### La svolta industriale e la chiusura (1958-66)
Dato il successo delle 1900C Sprint ed SS e della Maserati 3500 GT nel 1957 la Touring decide di ampliare ancora di più i suoi orizzonti grazie alla nuova Alfa Romeo 2000 Spider. La dirigenza Alfa Romeo infatti chiede alla Touring di realizzare la versione scoperta dell’erede della 1900 e la carrozzeria milanese risponde con un prototipo con carrozzeria 2 posti Superleggera, sportiva ed elegante, che viene approvata ma con alcune modifiche per contenere il prezzo. Infatti gli allestimenti vengono semplificati per renderla più economica, con vinile al posto della pelle per gli interni, cerchi in acciaio anziché a raggi e infine e la carrozzeria viene privata del sistema Superleggera diventando una monoscocca in acciaio. È la prima volta che la Touring costruisce una scocca completa con questo sistema.
Anche la Lancia, appena acquistata dalla famiglia Pesenti, affida alla Touring la produzione della versione sportiva 2 posti della nuova Flaminia, la GT Coupé, e la corrispettiva versione scoperta, la GT Convertibile, presentate insieme al Salone di Torino 1958. Entrambe realizzate con carrozzeria Superleggera e disegnate da Formenti possiedono doppi fari anteriori racchiusi in una palpebra cuspidata a fianco della nuova calandra Lancia e fanali posteriori trapezoidali sulla coda spiovente.
Fino al 1958 sono state prodotte meno di 300 auto l'anno, poi, dal lancio della Maserati 3500 GT, della 2000 Spider e della Flaminia GT, si passa ad oltre 1000. Si avvicina il momento di produrre davvero in serie le vetture marcianti, ma per farlo servono un nuovo stabilimento e degli ingenti investimenti.
La decisione viene presa quando il gruppo Rootes, capitanato da William Rootes, per poter accedere alle facilitazioni del MEC, da cui l'Inghilterra è esclusa, stringe un accordo con la carrozzeria Touring per l'assemblaggio di 10000 esemplari l'anno di Hillman Super Minx, Humber Sceptre e Sunbeam Alpine, da vendere sul mercato continentale.
A quel punto, siglato l'accordo nel 1962, si decide di fare il grande passo e costruire un nuovo stabilimento a Nova Milanese, a Nord di Milano, che si estende su 21000 m2, impiega 500 dipendenti ed è capace di produrre 45-50 vetture al giorno.
Nel 1962 la produzione viene spostata nel nuovo stabilimento dove vengono prodotte le scocche complete delle Lancia Flaminia GT, della Maserati 3500 GT, dell'Alfa Romeo 2600 Spider, pesante restyling estetico e meccanico dell'Alfa Romeo 2000 Spider, e, sfruttando l'esperienza accumulata con le parti CKD della Hudson Italia, anche le vetture marcianti Rootes. Nel 1963, proprio sull'autotelaio della Humber Sceptre, la Touring disegna e costruisce la Sunbeam Venezia, una coupé 4 posti ispirata alla produzione Touring contemporanea.
Come hanno già fatto Omar Orsi e David Brown, patron di Maserati ed Aston Martin, anche Ferruccio Lamborghini, costruttore di macchine agricole, decide di affidarsi alla Carrozzeria Touring per costruire in serie la prima gran turismo che porta il suo nome. Il carrozziere milanese rende più sobrio il prototipo realizzato da Franco Scaglione e lo mette in produzione come Lamborghini 350 GT durante il 1963, evoluta nel 1966 nella 400 GT 2+2 con modifiche estetiche di dettaglio.

Proprio mentre si stanno producendo le prime nuove Lamborghini, nel dicembre 1963, lord William Rootes muore improvvisamente e mette in crisi lo stesso Gruppo Rootes, poi rilevato dalla Chrysler nel 1967, che annulla il contratto in essere con la Touring, che si ritrova all'improvviso senza commesse e con i forti investimenti affrontati per la costruzione della nuova fabbrica da ripianare. Le vicende della Rootes si rivelano determinanti ma ad affossare la carrozzeria contribuiscono anche le norme restrittive per le automobili di grossa cilindrata, che riducono gli ordinativi dei contratti già in atto con Lancia, Lamborghini e Maserati. Così nel marzo 1964 l'azienda entra in amministrazione controllata.

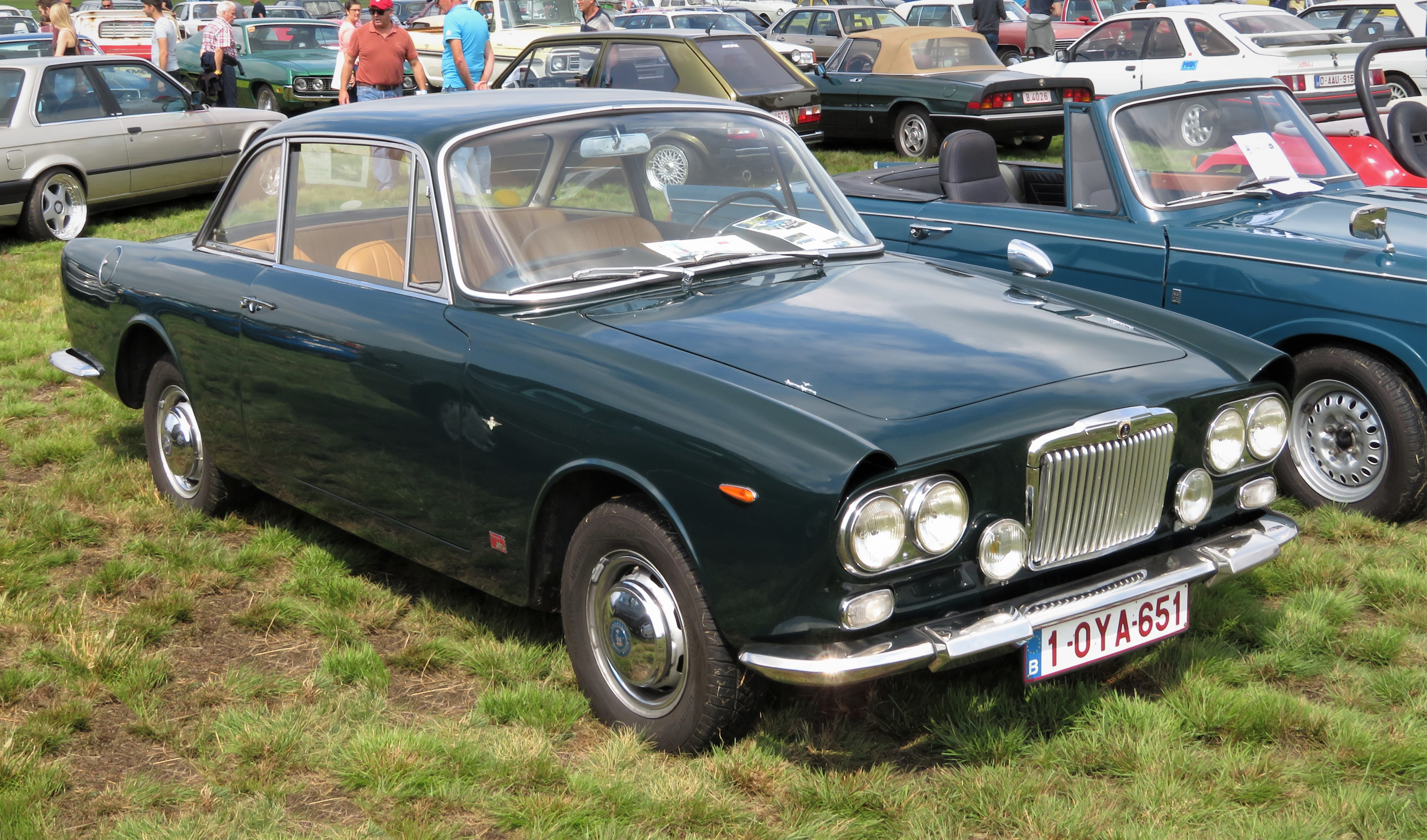
Una Sunbeam Venezia, l'unica carrozzeria originale disegnata e costruita per il gruppo Rootes

In questa difficile situazione economica le maggiori case nazionali inoltre non rinnovano le loro commesse concedendo alla Touring solo la produzione di alcuni modelli di nicchia, come 2000 Autobianchi Primula Coupé circa e un migliaio di Alfa Romeo Giulia Sprint GTC, versione scoperta della Sprint GT disegnata dalla Bertone, che però non incontra il favore del pubblico anche a causa della concorrenza della nuova Duetto di Pininfarina.
Subito dopo aver terminato il pregevole prototipo Lamborghini 400 GT Flying Star II, una shooting brake che cerca di modernizzare gli stilemi Flying Star, e la Fiat 124 C4, versione Cabriolet per 4 persone derivata dalla scocca della 124 berlina, il 31 dicembre 1966, la Touring chiuse i battenti. Parte delle maestranze viene riassunta dalle carrozzerie Colli e Marazzi mentre Carlo Felice Bianchi Anderloni e Federico Formenti entrano a far parte del nascituro Centro Stile Alfa Romeo.

## Riutilizzo del marchio

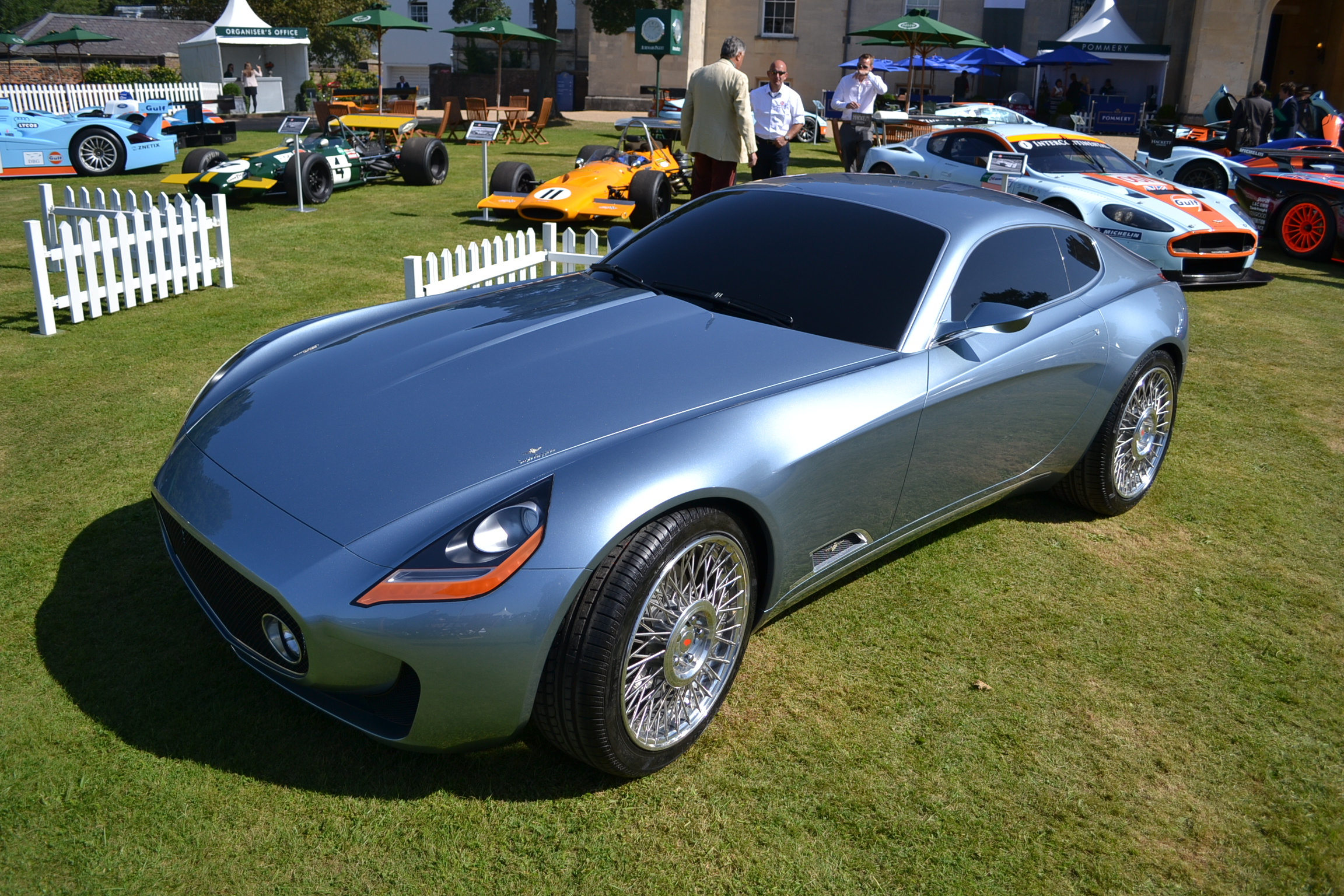
La Maserati A8GCS Berlinetta del 2009

Dopo un fallito tentativo di rilancio effettuato dalla Carrozzeria Marazzi nei primi anni '80, con la Osca 2500 GT Dromos, il marchio Touring viene rilevato nel 2006 dalla finanziaria belga-olandese Zeta Europe BV insieme al marchio Borrani (costruttore di cerchi a raggi e ruote speciali). La società, nella nuova sede della Carrozzeria Granturismo di Rho, si dedica al restauro delle auto d'epoca ma anche alla realizzazioni di dream car e automobili esclusive in serie limitatissima su misura per il cliente.

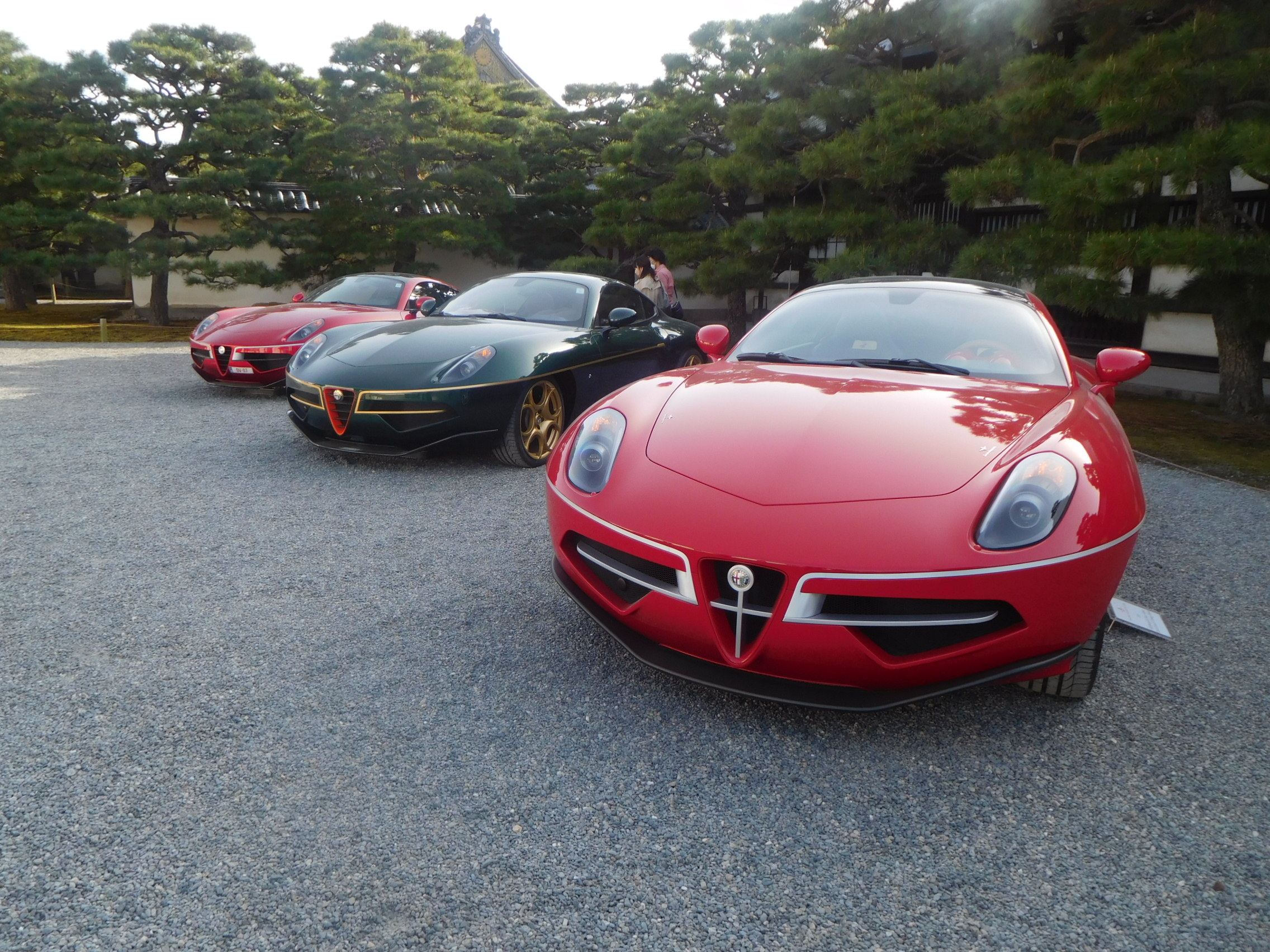
Disco Volante

La nuova Touring Superleggera debutta al Concorso d'eleganza Villa d'Este del 2008, dove viene esposta la Maserati Bellagio, una versione station wagon della Quattroporte V. Seguono poi la Maserati A8GCS, altra fuoriserie col marchio del Tridente, stavolta su base GranTurismo, e la Bentley Continental Flying Star, shooting brake di lusso basata sulla Continental GT.
Nel 2012 al Salone di Ginevra viene presentata la nuova Disco Volante, reinterpretazione in chiave moderna della storica Alfa Romeo 1900 C52 Disco Volante del 1952 basata sull'Alfa Romeo 8C Competizione. La linea disegnata dal Centro Stile Touring Superleggera è bella a tal punto da vincere Best of Shof al prestigioso Chantilly Art & Elegance Concours d'Etat 2014, e altri prestigiosi premi di design, per poi venire prodotto in piccola serie prima come coupé e poi, dal 2016, anche come Spider.

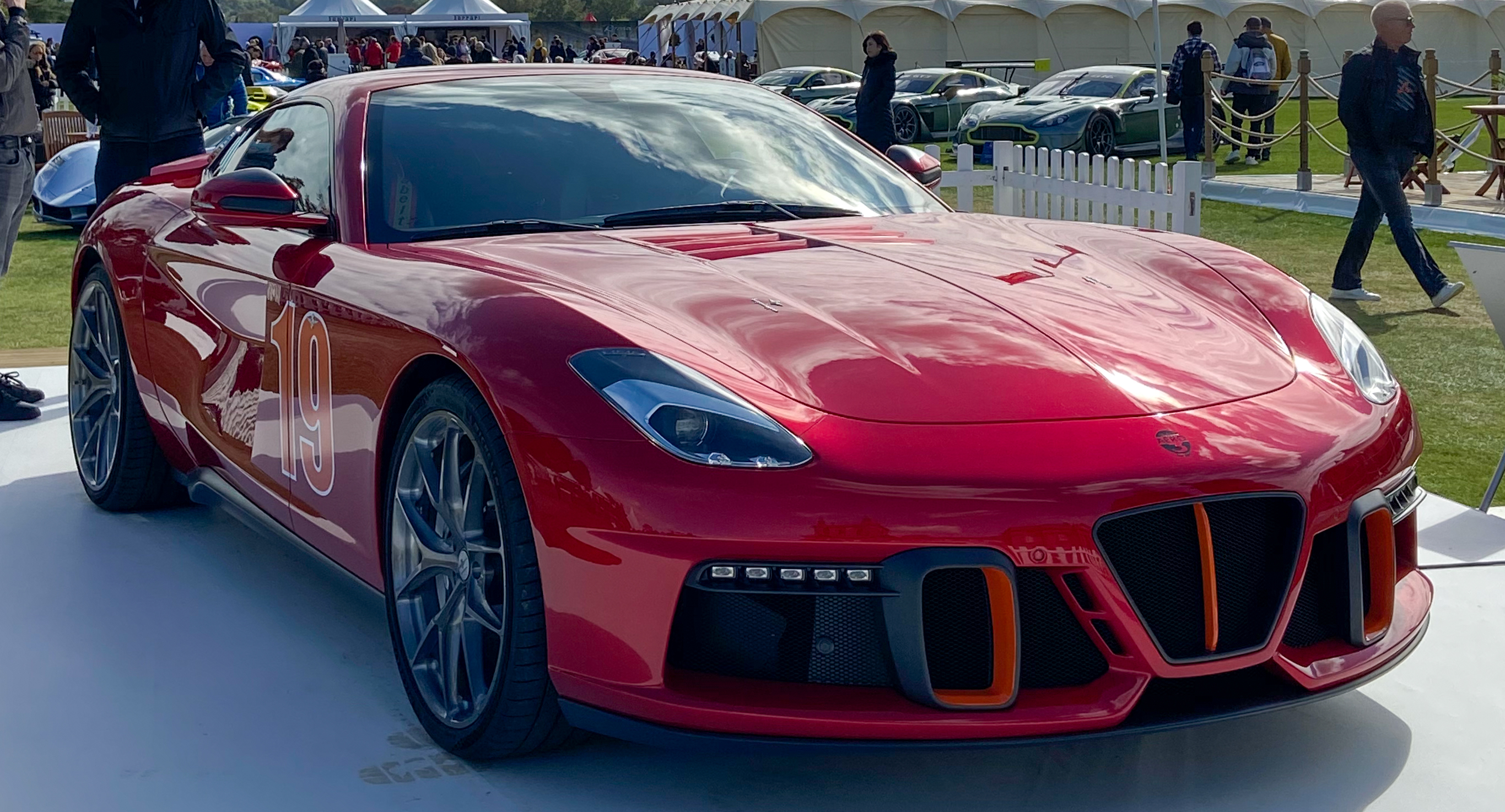
La Touring Superleggera Aero3 al debutto al Salon Privé Concours d'Elegance 2020 al Blenheim Palace

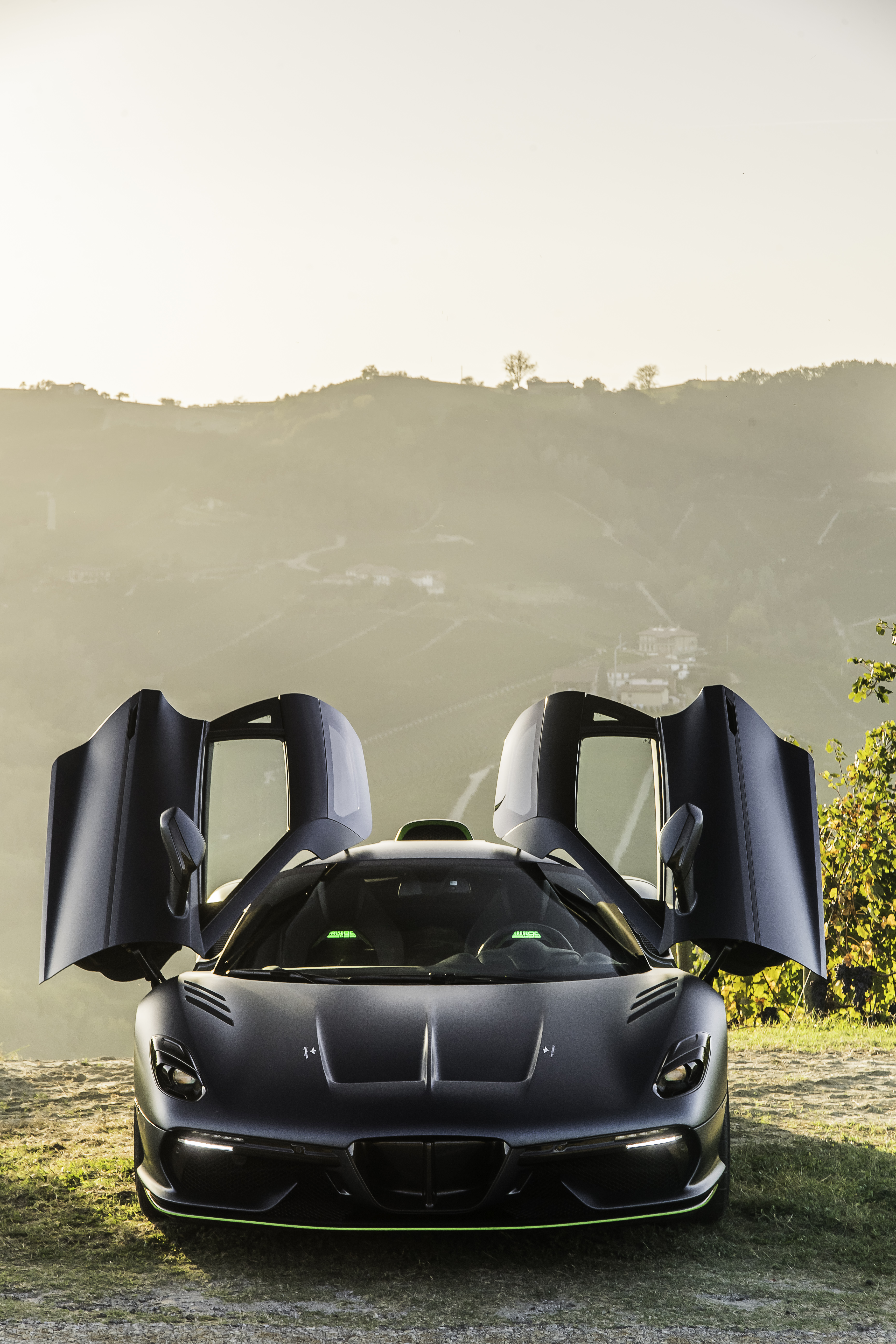
Arese RH95 variante: Grigio Artico

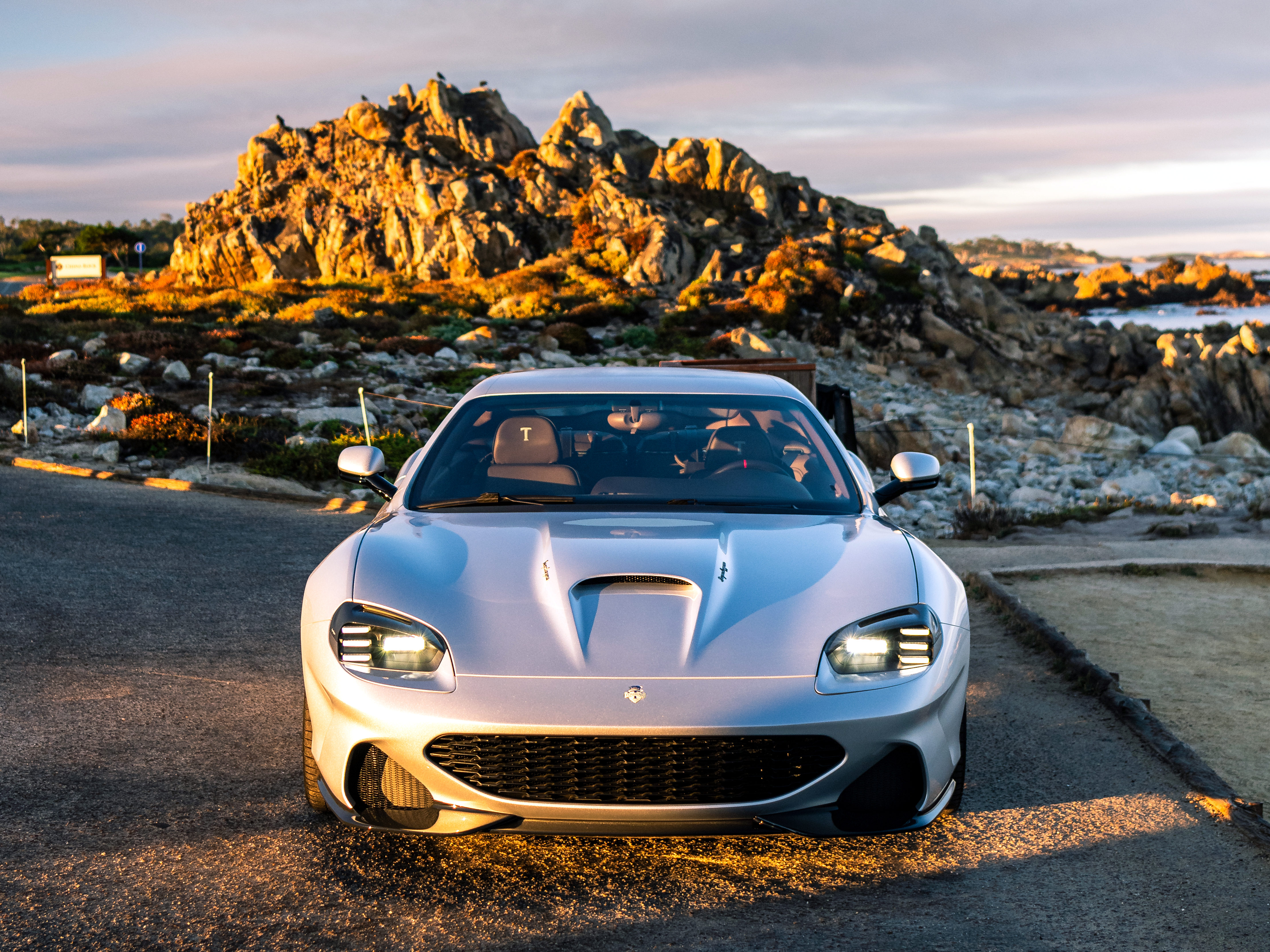
Superleggera Veloce12

Nel 2015 la Touring lancia la Berlinetta Lusso, una lussuosa gran turismo biposto ad alte prestazioni, basata sulla Ferrari F12berlinetta e costruita in sole cinque unità. Nel 2018 viene lanciata la Touring Sciàdipersia, basata sulla Maserati GranTurismo ed ispirata alla 5000 GT Scià di Persia del 1959, di cui viene prevista la produzione di 15 esemplari, prima come coupé e poi come Convertibile.
L'Aero3 è un'auto introdotta da Touring Superleggera nel 2020. La sua prominente pinna posteriore è stata ispirata alla berlinetta aerodinamica degli anni '30, in particolare all'Alfa Romeo 8C 2900B berlinetta speciale Le Mans. Il design aerodinamico dell'Aero3 presenta uno spoiler posteriore e l'assenza del lunotto.
L'Arese RH95 è stato introdotto da Touring Superleggera nel 2021 per commemorare il 95º anniversario dell'azienda. È il primo ingresso di Touring nei progetti a motore centrale. Furono prodotte sei varianti dell'Arese RH95.
La Superleggera Veloce12 è stata presentata alla Monterey Car Week nel 2024. È una gran turismo in edizione limitata, con solo 30 modelli previsti.

## Il logo e gli stemmi

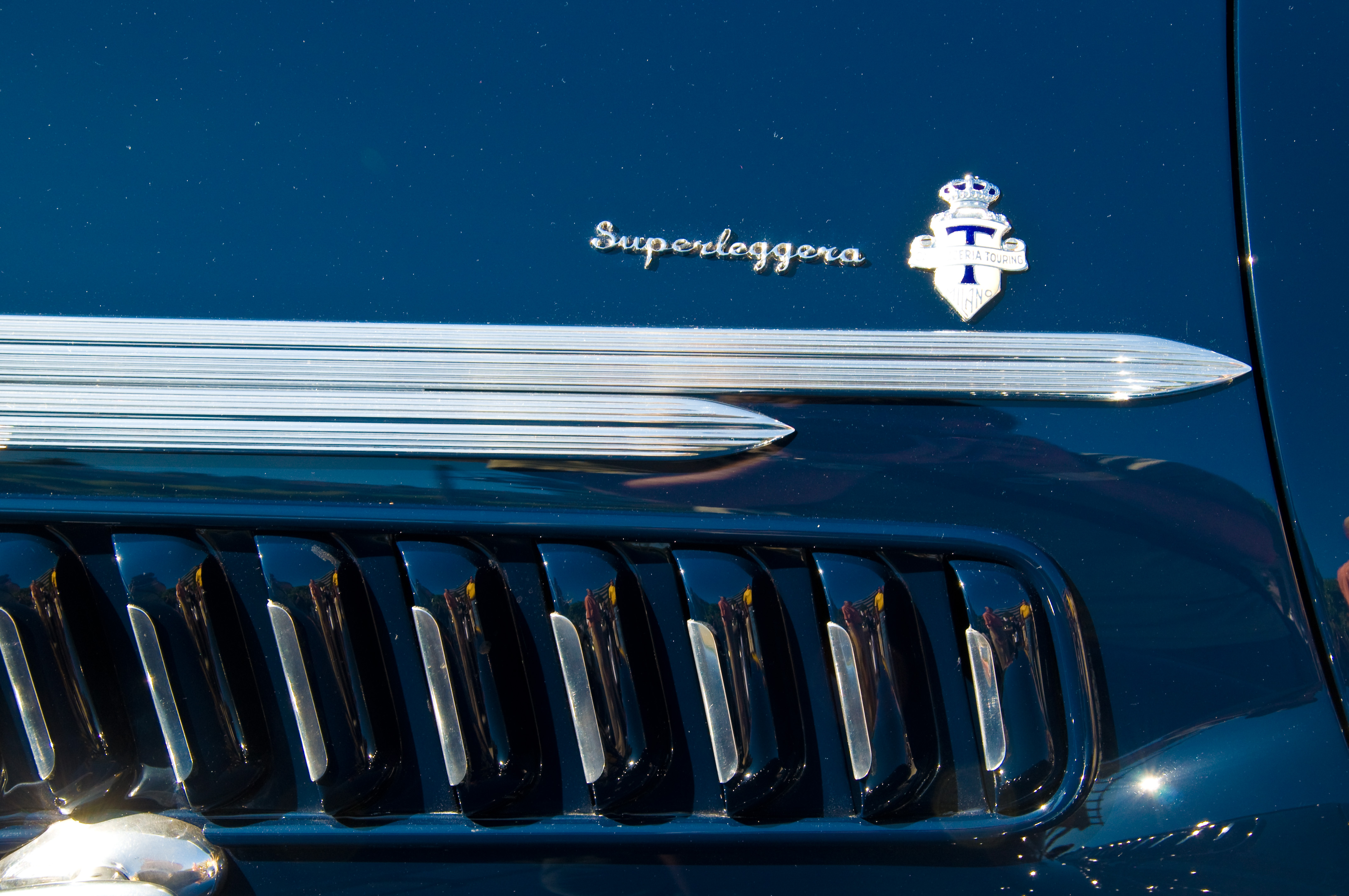
Lo stemma della Touring affiancato alla scritta Superleggera su un'Alfa Romeo 8C 2900 B Lungo berlinetta del 1938

La Carrozzeria Touring ha subito molti cambiamenti durante i suoi 90 anni di storia, che si riflettono nei vari loghi adottati nel tempo. All'inizio lo stemma è uno scudetto con una "T" al centro e la scritta "Milano" nella parte bassa, sovrastato dal torrione sud/ovest del Castello Sforzesco di Milano, che sovrasta un nastro su cui campeggiano le scritte "Carrozz." e "Touring".
Già a metà del 1930 lo stemma viene ridisegnato con il nastro che passa da dietro a davanti allo scudetto, attraversandolo al centro, e il torrione che viene rimpiazzato da una corona. Quando viene brevettato il metodo Superleggera lo stemma viene spostato dalla parte bassa della carrozzeria al bordo anteriore del cofano ed è affiancato da una scritta metallica Superleggera, in un corsivo che replica la grafia di Felice Bianchi Anderloni.

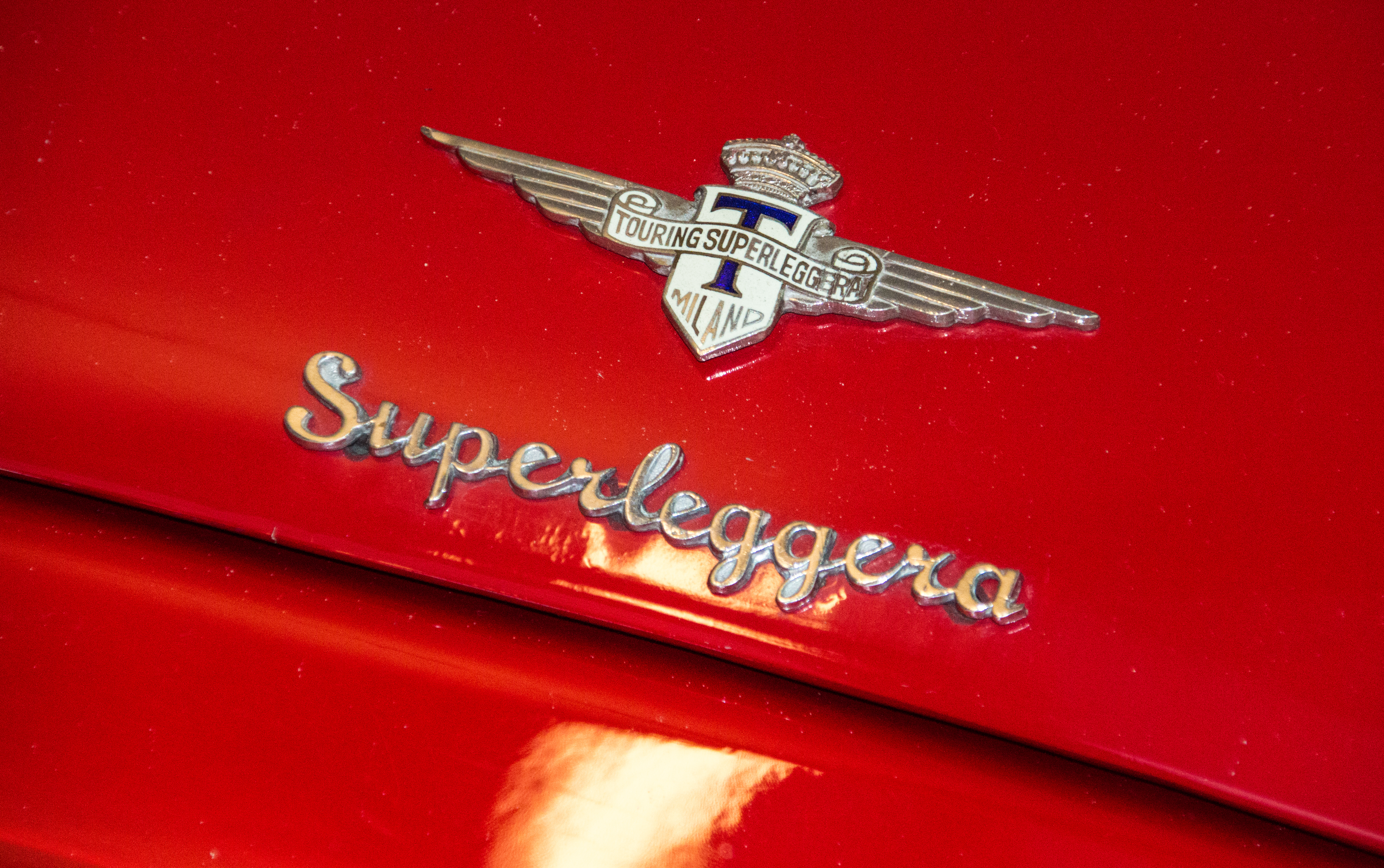
Lo stemma "alato" della Touring sopra la scritta Superleggera su una Ferrari 166 MM barchetta

Nel 1941, per compiacere il Regime, la carrozzeria cambia ufficialmente nome in Turinga e, grazie alle commesse per la Regia Aeronautica, vengono aggiunte le ali allo stemma del carrozziere. Mentre nel 1946 viene ripristinato il nome originale quest'ultimo particolare viene mantenuto fino alla fine della produzione.
Nel 1955, quando il nome cambia ufficialmente da Carrozzeria Touring a Touring Superleggera, il cartiglio sullo stemma smaltato viene aggiornato di conseguenza. In linea generale le vetture prodotte in numeri importanti disegnate e costruite a Milano con il metodo Superleggera sono dotate del marchio smaltato abbinato alla scritta metallica Superleggera in corsivo, quelle assemblate su licenza, lontane da Milano, hanno solo la scritta Superleggera e quelle costruite da Touring ma senza il sistema Superleggera hanno solo il marchio del carrozziere sul cofano.
Nel 2006, quando è stata rifondata la carrozzeria Touring, è stato scelto uno stemma con la sola scritta Touring sul cartiglio e le ali, identico a quello montato sull'Alfa Romeo 2000 Spider.

## Automobili Touring

### Carrozzeria Touring (1926-66)
Elenco di massima delle vetture e/o costruite tra il 1926 e il 1966 suddivise per marchio, compresi esemplari unici e vetture di piccola serie.
Alfa Romeo
- Alfa Romeo 6C (1927-53)
- Alfa Romeo 6C 1500 N/T torpedo e berlina Weymann
- Alfa Romeo 6C 1500 Coupé Royal Weymann
- Alfa Romeo 6C 1750 T/GT/GTC berlina
- Alfa Romeo 6C 1750 GS spider Flying Star
- Alfa Romeo 6C 1750 GTC Berlinetta Weymann
- Alfa Romeo 6C 1750 GTC Berlinetta Fugientem Incurro Diem
- Alfa Romeo 6C 1900 GT Cabriolet
- Alfa Romeo 6C 2300 T berlina Soffio di Satana
- Alfa Romeo 6C 2300 GT berlinetta Freccia di Belzebù
- Alfa Romeo 6C 2300 GT berlina Tip Top
- Alfa Romeo 6C 2300 Pescara Berlinetta Aternum
- Alfa Romeo 6C 2300 Pescara Spider, Coupé e Berlinetta
- Alfa Romeo 6C 2300 B Berlinetta Superleggera Anno XV
- Alfa Romeo 6C 2300 B MM Berlinetta e Cabriolet
- Alfa Romeo 6C 2300 B Spider MM Franco Cortese
- Alfa Romeo 6C 2500 Sport Berlinetta e Cabriolet
- Alfa Romeo 6C 2500 SS (Tipo 256) spider corsa
- Alfa Romeo 6C 2500 SS (Tipo 256) Spider Ala Spessa
- Alfa Romeo 6C 2500 SS Coupé e Cabriolet Duxia
- Alfa Romeo 6C 2500 SS (Tipo 256) torpedino Brescia
- Alfa Romeo 6C 2500 SS (Tipo 256) Berlinetta Aerodinamica
- Alfa Romeo 6C 2500 Sport Coupé Aerlux
- Alfa Romeo 6C 2500 SS Villa d'Este

- Alfa Romeo 8C (1931-38)
- Alfa Romeo 8C 2300 corto Spider
- Alfa Romeo 8C 2300 lungo Spider Le Mans
- Alfa Romeo 8C 2900 B corto e lungo Berlinetta
- Alfa Romeo 8C 2900 B corto e lungo Spider
- Alfa Romeo 8C 2900 B Berlinetta Speciale Le Mans
- Alfa Romeo 8C 2900 B MM spider
- Alfa Romeo 1900C Sprint e SS Coupé
- Alfa Romeo Disco Volante (1952)
- Alfa Romeo 2000 Spider
- Alfa Romeo 2000 Sprint Praho
- Alfa Romeo 2600 Spider
- Alfa Romeo Giulia Sprint GTC

Ansaldo
- Ansaldo 4H berlina Weymann

Aston Martin
- Aston Martin DB4
- Aston Martin DB5
- Aston Martin DBSC prototipo

Auto Avio Costruzioni
- Auto Avio Costruzioni 815

Autobianchi
- Autobianchi Primula Coupé

Bianchi
- Bianchi S5 berlina aerodinamica
- Bianchi S8 berlina

BMW
- BMW 328 roadster MM
- BMW 328 berlinetta aerodinamica
- BMW 328 spider Ala Spessa

Bristol
- Bristol 401 e 402

Citroën
- Citroën AC6 Coupé de Ville

Ferrari
- Ferrari 166 Inter Berlinetta
- Ferrari 166 MM barchetta
- Ferrari 166/195 S Berlinetta MM
- Ferrari 212 Inter barchetta

Fiat
- Fiat 509A Coupé Weymann
- Fiat 508C Balilla Cabriolet Ametista e Smeraldo
- Fiat 525N Cabriolet
- Fiat 522C Flying Star
- Fiat 1500 Berlinetta
- Fiat 2800 S Berlinetta
- Fiat 1400 berlinetta
- Fiat 124 Cabriolet C4

Frazer Nash
- Frazer Nash 2000 Roadster

Hudson
- Hudson Italia

Humber
- Humber Sceptre

Isotta Fraschini
- Isotta Fraschini Tipo 8A/8A SS/8B Berlina, Coupé de Ville e Landaulet Weymann
- Isotta Fraschini 8A Tip-Top
- Isotta Fraschini 8B spider Flying Star
- Isotta Fraschini 8B berlina aerodinamica
- Isotta Fraschini Tipo 8C Monterosa

Jensen
- Jensen Interceptor

Lamborghini
- Lamborghini 350/400 GT
- Lamborghini 400GT Flying Star II

Lancia
- Lancia Lambda Faux-cabriolet Weymann
- Lancia Augusta cabriolet
- Lancia Artena cabriolet, berlinetta e berlina Freccia di Belzebù
- Lancia Astura berlina e coupé Flying Star
- Lancia Aprilia berlinetta, cabriolet e spider Ala Spessa
- Lancia Aprilia Berlinetta Turinga
- Lancia Flaminia GT Coupé e Convertibile

Maserati
- Maserati 3500 GT e GTi
- Maserati 5000 GT Scià di Persia

Mercedes-Benz
- Mercedes-Benz SSK spider

OM
- OM 665 "Superba" SSMM tourer e S faux-cabriolet

OSCA
- OSCA 1600 GT
- OSCA 1050 Spider

Pegaso
- Pegaso Z-102 Berlinetta
- Pegaso Z-102 spider Tibidabo
- Pegaso Z-102 Thrill
- Pegaso Z-102/3 Berlinetta Panoramico

Officine meccaniche Stigler
- Stigler 4EC berlinetta

Sunbeam
- Sunbeam Alpine
- Sunbeam Venezia

### Touring Superleggera (2006-oggi)
Elenco dei modelli realizzati dalla rifondazione dell'atelier, compresi esemplari unici e vetture di piccola serie.
- Alfa Romeo 8C Disco Volante Coupé e Spider
- Artega Scalo SuperElletra
- Bentley Continental Flying Star
- Berlinetta Lusso
- Gumpert Tornante

- Maserati A8GCS Berlinetta
- Maserati Bellagio
- Mini Superleggera Vision
- Touring Sciàdipersia Coupé e Cabriolet
- Touring Superleggera Aero3
- Arese RH95
- Superleggera Veloce12